# Кузьминки (усадьба)

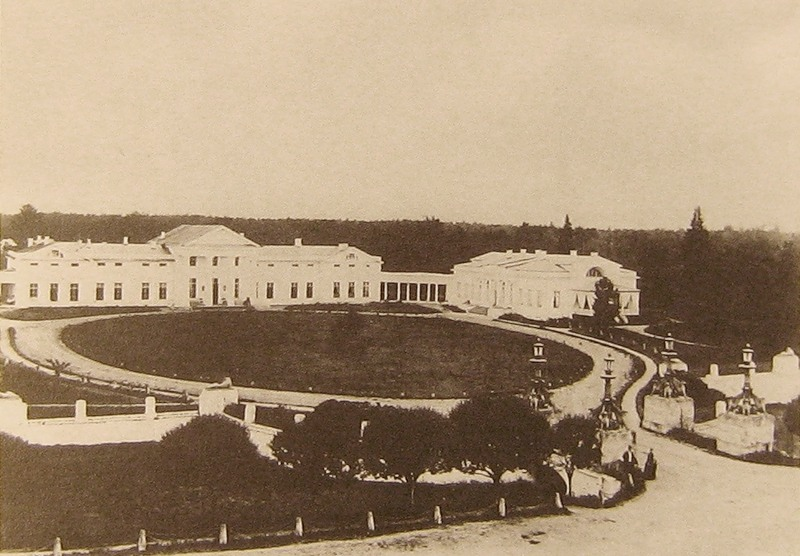
Главный дом усадьбы в Кузьминках. Фото 1908 г.

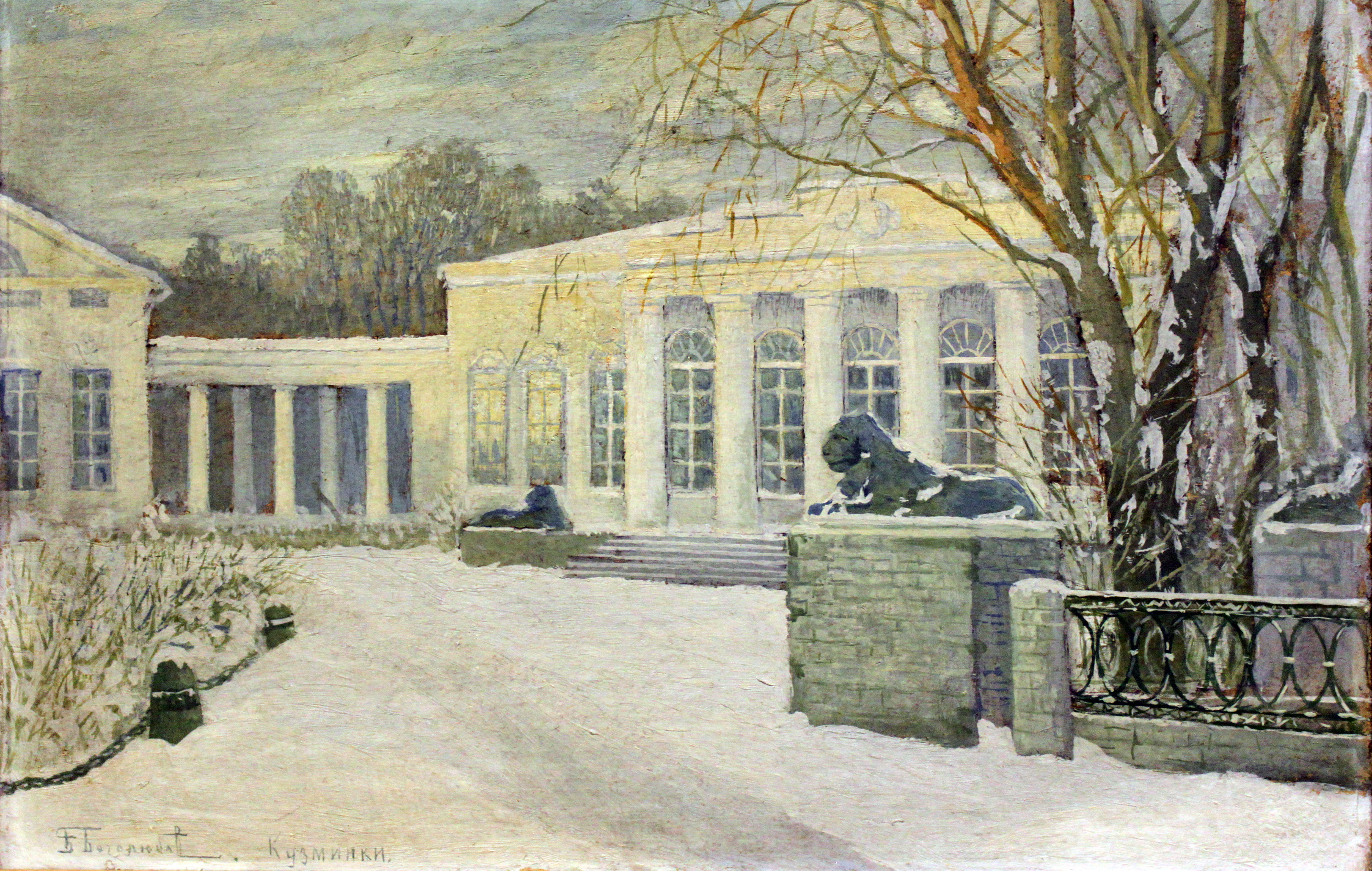
Главный дом усадьбы. Картина Боголюбова А. П., 1903 г.

Уса́дьба Кузьми́нки (также уса́дебный комплекс Влахе́рнское-Кузьми́нки, позже Ста́рые Кузьми́нки) — бывшая усадьба князей Голицыных на землях Кузьминского парка в современных московских районах Кузьминки и Выхино-Жулебино. Постройки расположены по обоим берегам реки Чурилихи (Пономарки), на которой устроен каскад Кузьминских прудов.

## Название

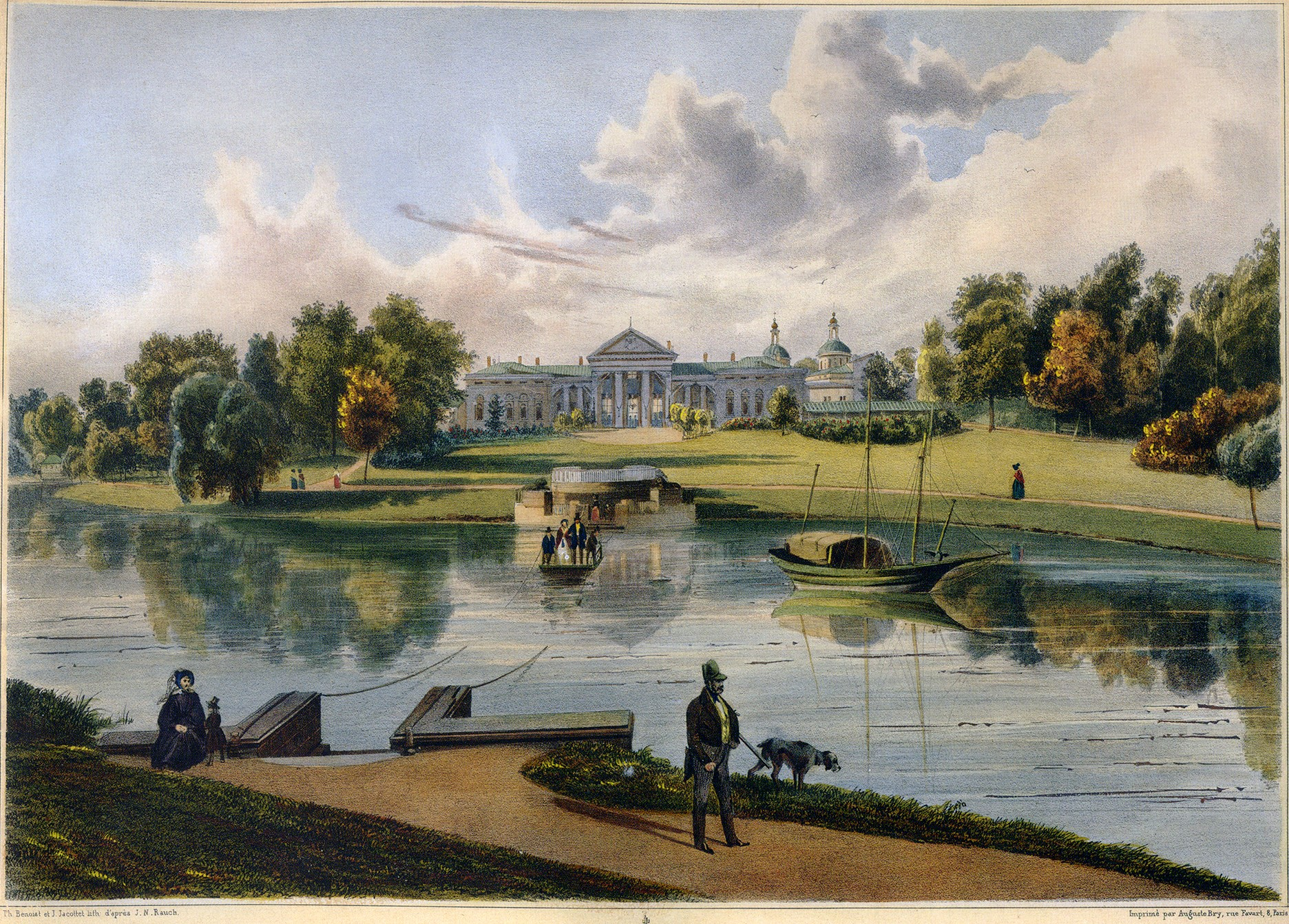
Господский дом. Южный фасад. Рис. Ж. Рауха, около 1840 г.

В писцовой книге XVII века упоминается «пустошь, что была Кузьминская мельница». Со временем мельница была восстановлена и в документе 1680-х гг. фигурирует как мельница Кузьминка. После передачи мельницы Г. Д. Строганову за имением закрепилось название «Мельница», по почти единственному находившемуся на его территории сооружению, другим его названием стало собственное наименование мельницы — Кузьминка (Кузьминская), со временем трансформировавшееся в форму «Кузьминки». Почему мельница называлась Кузьминской, неизвестно. Возможно, её первым владельцем был некий Кузьма либо рядом стоял храм Косьмы (Кузьмы) и Дамиана, никаких сведений о котором, впрочем, не сохранилось.

## История
Кузьминская мельница, принадлежавшая подмосковному Николо-Угрешскому монастырю, предположительно, стояла на реке Голедянке (реке Голеде, современное название рек Чурилиха и Пономарка) и была сожжена в Смутное время. В 1623—1624 годах местность упоминается в «книге Московского уезду письма и меры Семена Васильевича Колтовского и подьячего Онисима Ильина» как пустошь.

### При Строгановых
В 1704 г. (по некоторым данным в 1702) Пётр I подарил Григорию Дмитриевичу Строганову земли, именовавшиеся Мельницей и принадлежавшие до этого Симонову и Николо-Угрешскому монастырям. С этого момента началось усадебное строительство: при Строганове или чуть позже появился дубовый господский дом и хозяйственные строения.
Строганов стал владеть мельницей, вместе с прудом (ныне Нижним Кузьминским, ранее Мельничным), лесом и сенными покосами, за ежегодную плату 50 рублей оброчных денег. В том же году на аналогичных условиях за 24 рубля в год ему, его жене Марии Яковлевне, урождённой Новосильцевой (1678—1734) и сыновьям: Александру (1698—1754), Николаю (1700—1758) и Сергею (1707—1756) были переданы соседние пустоши: Борисково (Дубки), Волынкино, Куровая и Остеево белище, отрезанные от угодий деревни Грайвороново, принадлежавшей московскому Симонову монастырю.
Между 1716 и 1720 годом сооружена деревянная церковь, освящённая в честь Влахернской иконы Божьей матери. После строительства церкви в документах стали писать: «село Влахернское, Мельница тож». В 1653 году отцу Петра I, царю Алексею Михайловичу, из Иерусалима были присланы два списка с этой иконы, считавшейся чудотворной. Один образ был помещён в Успенском соборе Московского Кремля, а второй образ за заслуги был пожалован Дмитрию Андреевичу Строганову, отцу первого владельца усадьбы Кузьминки. Этот список Влахернской иконы Божьей матери — фамильной святыни Строгановых, ныне находится в фондах Государственной Третьяковской галереи. Позже церковь сгорела и была заменена другой, также деревянной. В 1722 году усадьбу посетил император Пётр Первый.
В 1740 г. — по разделу с братьями А. Г. Строганов стал единственным хозяином имения. При нём, путём постановки плотин на речке Чурилихе, был создан огромный пруд, ныне называемый Верхним Кузьминским.

### При Голицыных

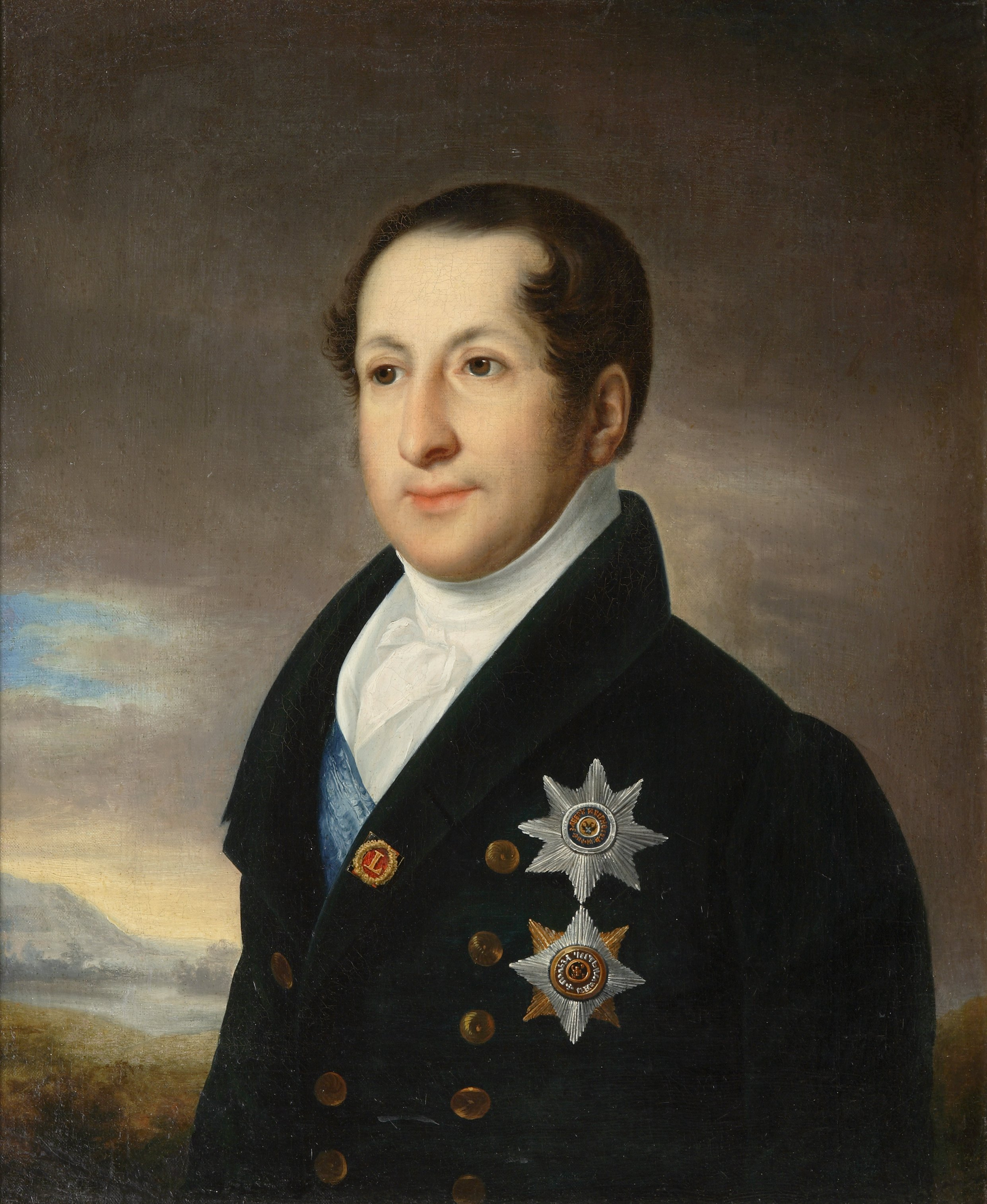
Князь Голицын С. М. (1774—1859) (картина В. Тропинина)

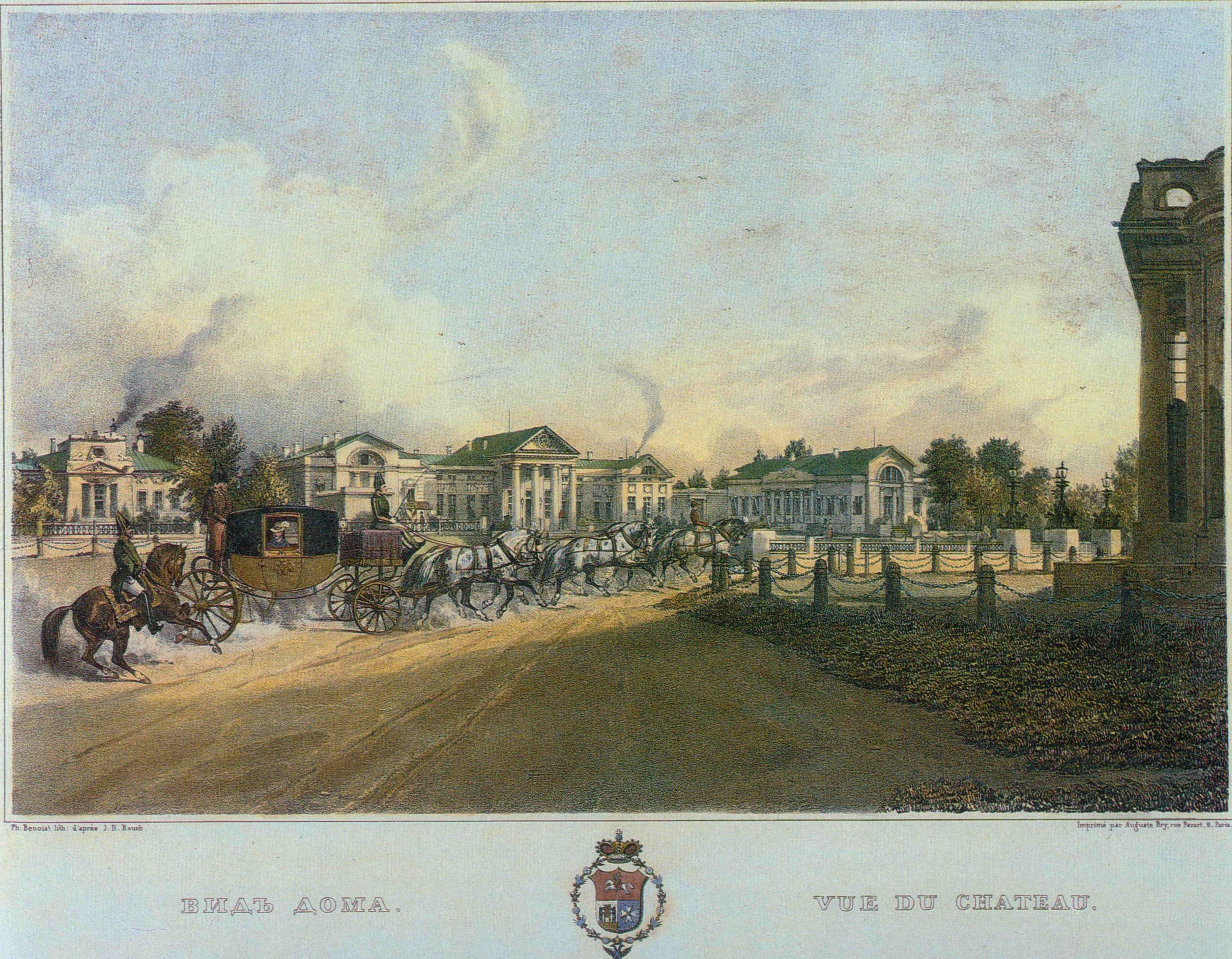
Вид господского дома, около 1840 г.

В 1757 году Анна Александровна (1739—1816), старшая дочь А. Г. Строганова (от второго брака), вышла замуж за князя Михаила Михайловича Голицына (1731—1804), младшего брата вице-канцлера Александра Голицына. В приданое она принесла ему Влахернское с 518 десятинами земли. Голицыным усадьба принадлежала до самой революции.
При князе Михаиле Голицыне усадьба обновляется, благоустраивается и расширяется. Он уделял много внимания ландшафтному дизайну и в этот период на реке был сооружён каскад из четырёх прудов, сохранившихся до наших дней и придающих особый микроклимат данной местности. Его младший сын князь Сергей Михайлович Голицын (1774—1859) превращает эти земли в майорат, за счет постепенного приобретения многочисленных соседних земель, расположенных южнее и юго-восточнее: села Котельниково, сельца Мотяково (Ильинское), деревни Чагино и покупки у «неслужащего дворянина» Е. Д. Фалеева 192 десятин в пустоши Вешки).
На протяжении всего XIX века в усадьбе перестраивались дома, конный двор и другие постройки. Следует упомянуть построенные в середине XIX века новые въездные ворота в усадьбу (на Липовой аллее, ныне Кузьминская улица, ранее Влахернский проспект), специально отлитые на уральских заводах Голицыных и впоследствии давшие название улице Чугунные ворота.
У С. М. Голицына и его знаменитой супруги, прозванной «полуночной княгиней», в Кузьминках неоднократно бывали представители дома Романовых:
- Императрица Мария Федоровна прожила в Кузьминках с 26 июня по 16 июля 1826 года вместе со своим небольшим двором. Об этом визите до революции напоминала беседка Марии Фёдоровны.
- Впоследствии С. М. Голицына в Кузьминках навещали сыновья Марии Федоровны — царственные особы: великий князь Михаил Павлович 27 июля 1830 года и император Николай I в 1835 году. Чтобы увековечить царский визит, Голицыны соорудили памятник.
- 29 июля 1837 года в Кузьминки вместе со своей свитой, среди которой был поэт В. А. Жуковский, заезжал наследник престола цесаревич Александр Николаевич (впоследствии император Александр II). 29 августа 1858 года он снова побывал в Кузьминках, уже вместе со своею женой императрицей Марией Александровной.
- Последними представителями династии Романовых, посетившими Кузьминки, были московский генерал-губернатор великий князь Сергей Александрович и его жена великая княгиня Елизавета Федоровна. 19 мая 1901 года они дважды побывали в Кузьминках по дороге в Николо-Угрешский монастырь и на обратном пути из монастыря (в отсутствие владельца их принимали служащие имения).

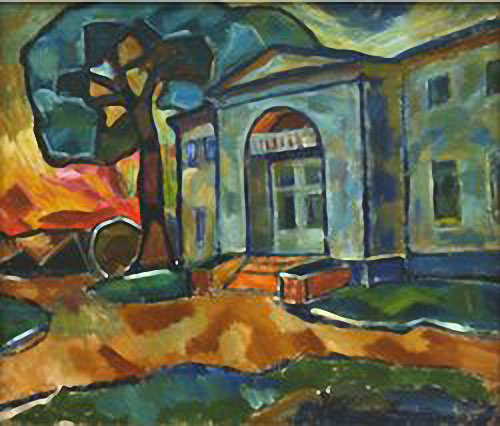
Алексей Моргунов. Кузьминки. 1911 (Флигель господского дома)

После смерти в 1859 году старого князя С. М. Голицына (был похоронен в Сергиевском приделе Влахернской церкви), детей не имевшего, во владение усадьбой вступил его внучатый племянник, также Сергей Михайлович (1843—1915). Он проводил здесь с семьёй каждое лето до 1883 года, когда предоставил имение для проживания своей первой жены Александры Осиповны, а сам перебрался в другое дедовское имение, Дубровицы.
В конце XIX века на землях имения возникают наёмные дачи. Летом 1866 года в Кузьминках побывал писатель Ф. М. Достоевский. Тогда он снимал дачу в соседней усадьбе Люблино, где работал над романом «Преступление и наказание». Также летом 1894 г. в Кузьминках бывал В. И. Ленин, живший неподалёку на даче в усадьбе Вешки (Толоконниково).
В 1912 году князь Сергей Михайлович окончательно продал усадьбу городским властям и перевёз семейные реликвии в Дубровицы. Усадебный дом в Кузьминках сгорел через несколько месяцев после смерти старого князя, 19 февраля 1916 года. Пожар продолжался почти весь день, уничтожив помимо самого княжеского дворца, хранившиеся там на антресолях драгоценную старинную мебель красного дерева, старинные картины, коллекцию в несколько сотен ценных гравюр. В прессе предполагали, что пожар возник от неисправности печных дымоходов или же от небрежности офицеров размещавшегося там военного госпиталя.

### После революции

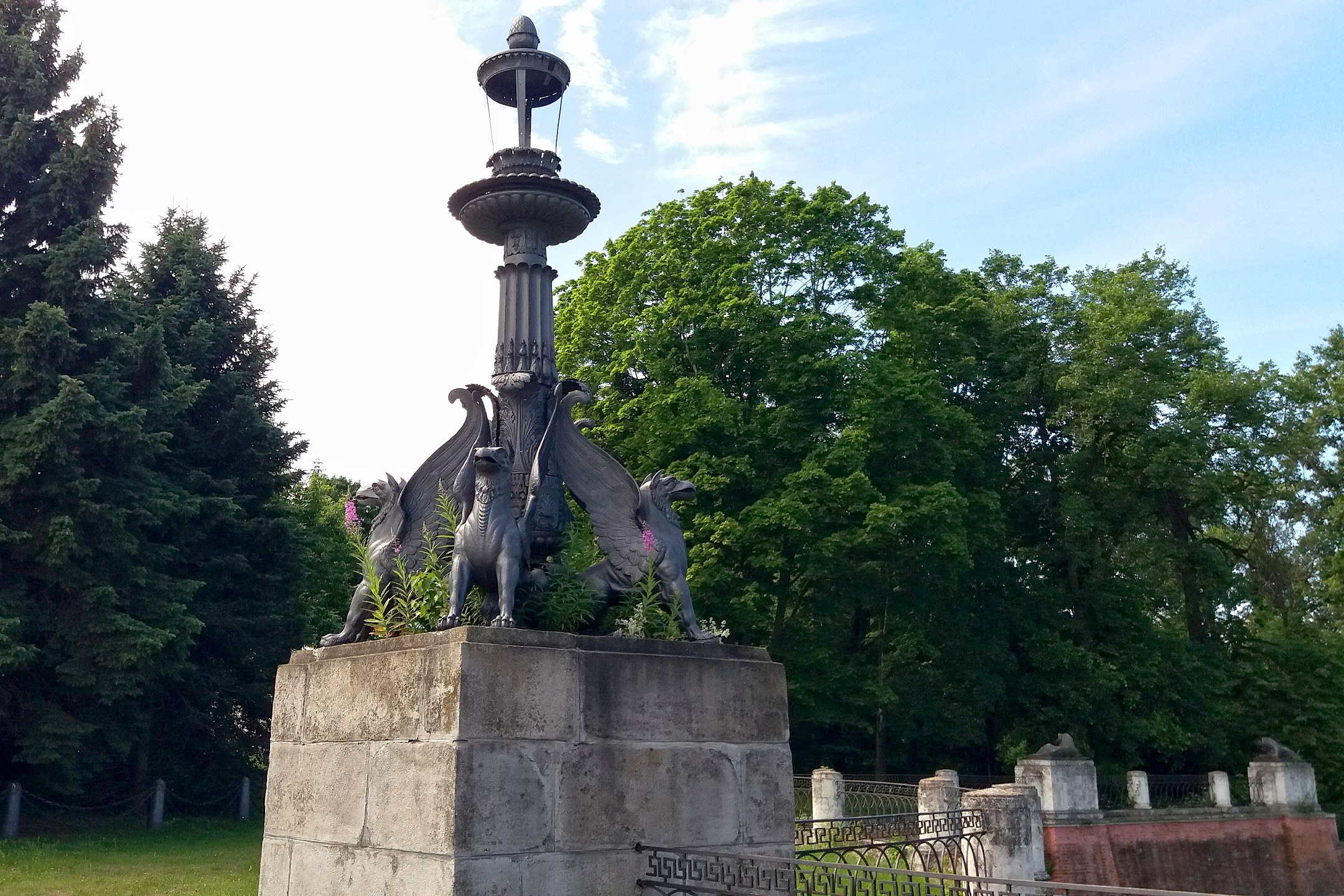
Фонарь у въезда в главную усадьбу

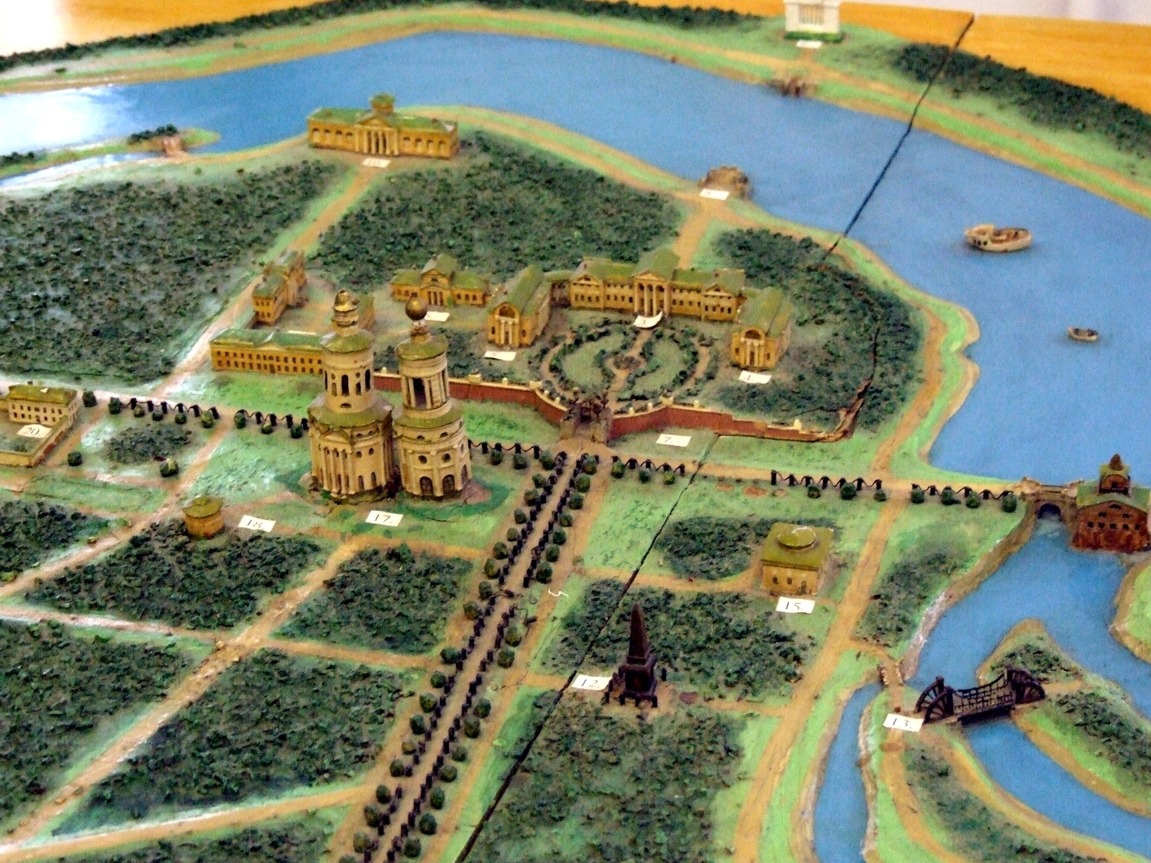
Модель усадьбы

В 1917 году усадьба была национализирована и передана выведенному из Петрограда Институту экспериментальной ветеринарии, позднее ставшим Всесоюзным научно-исследовательским институтом экспериментальной ветеринарии, который занимал здания до 2001 года. В течение последующих десятилетий Кузьминки пришли в запустение и упадок. Многие постройки перестроили и переоборудовали под лаборатории, жилые и административные корпуса. Были сданы на металлолом чугунные скамейки и диваны, являвшиеся единственным в своем роде комплектом парковой мебели, все металлические памятники и чугунные ворота, украшавшие въезд в Кузьминки. На месте сгоревшего господского дома был выстроен главный корпус института ветеринарии, закрыта и перестроена церковь, частично вырублен парк, уничтожен ряд зданий, сгорели почти все деревянные объекты и т. д.
На основе дачной застройки перед въездом в усадьбу к концу 1930-х годов сложился Ново-Кузьминский посёлок. Сама усадьба, соответственно, стала называться Старые Кузьминки. В 1978 году сгорел Музыкальный павильон в ограде Конного двора, впоследствии воссозданный.
В 1997 году был образован природный и историко-культурный комплекс «Кузьминки-Люблино». В 1999 году в здании Служительского флигеля на Тополевой аллее был открыт Музей русской усадебной культуры «Усадьба князей Голицыных „Влахернское-Кузьминки“» как отдел музейного объединения «Музей Москвы». В 2004 году, к 300-летнему юбилею усадьбы в Служительском флигеле была подготовлена экспозиция «Знакомьтесь, Голицыны», посвященная истории и владельцам усадьбы, дворянскому и крестьянскому быту XIX в. Сегодня музейные экспозиции и выставки размещаются также и на Конном дворе, в южном флигеле Конного двора работает Детский музейный центр.
Ныне это самая большая по количеству объектов (в настоящее время более 20) усадьба на территории города Москвы, значительную часть которых, правда, составляют новоделы. В июле 2024 года объявлено о начале реставрации усадьбы. В январе 2025 заявлено о планах по реставрации 32 памятников архитектуры (19 из которых уже в работе реставраторов) на территории усадьбы в течение трех лет.

## Объекты усадьбы

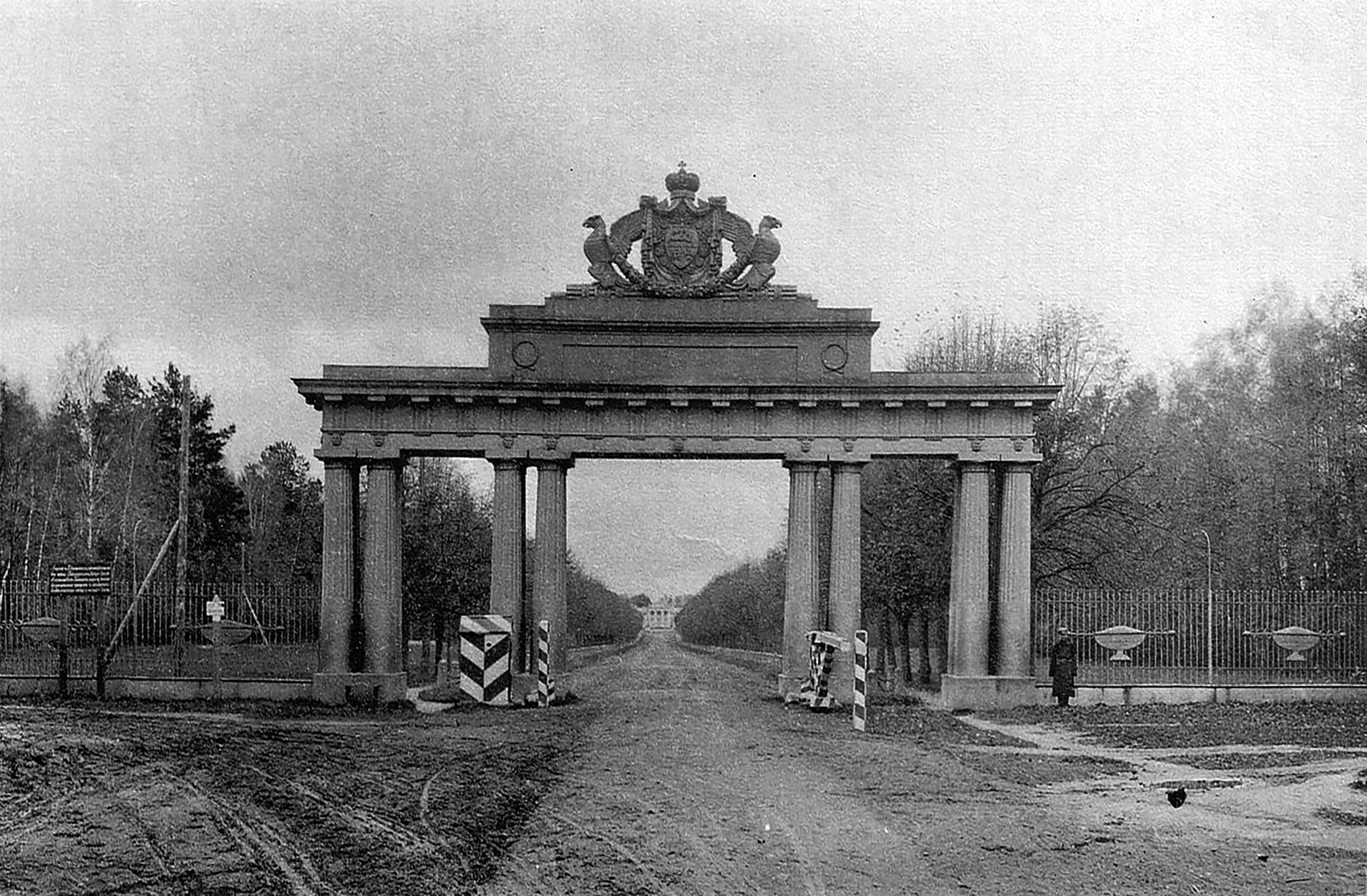
Чугунные ворота, 1900-е.

### Список
Список архитектурно-паркового ансамбля усадьбы Кузьминки на середину 19 века:
1. Въездные чугунные ворота
2. Белый обелиск
3. Господский дом
4. Западный флигель господского дома
5. Восточный флигель господского дома
6. Египетский павильон (кухня)
7. Ограда парадного двора
8. Пристань и «перевозной» плотик
9. Галерея за прудом
10. Оранжерея
11. Конный двор с музыкальным павильоном
12. Памятник на месте жилища императора Петра Великого
13. Чугунный мостик
14. Кузница
15. Баня
16. Мост
17. Влахернский храм
18. Ризница
19. Хозяйственные флигели
20. Флигель священнослужителей
21. Флигель для служилых людей
22. Прачечная
23. Больница для крестьян
24. Дача сенатора П. С. Полуденского (бывшая дача В. И. Ленина и М. Т. — А. И. Елизаровых)
25. Садоводство
26. Дом садовника
27. Скотный двор
28. Плашкоутный мост
29. Постик
30. Монумент в честь посещения села Влахернского императрицей Марией Федоровной
31. Березовая беседка
32. Французский парк (парк двенадцати проспектов)
33. Плотина на нижнем пруду
34. Мельница
35. Английский парк

### Господский двор
Главный господский дом был построен во времена владения усадьбой Строгановых, впоследствии значительно перестроен Голицыными. Однако при обоих хозяевах дом оставался деревянным. Господский дом соединялся галереей с боковыми флигелями, которые иногда называли Классическими павильонами. В феврале 1916 года в период, когда в доме уже был расположен военный госпиталь, в здании возник пожар, который его полностью уничтожил. В 1930-х годах на месте старого главного дома было построено новое здание (архитектор Сергей Торопов), имитирующее дворец в стиле классицизма, сохранившиеся до наших дней, которое раньше являлось главным корпусом института ветеринарии.
По обеим сторонам его обрамляют сохранившиеся боковые флигели, отреставрированные в 2011 году. В настоящее время во флигелях размещаются экспозиции, посвященные истории усадьбы.
|                              |  |                             |  |         |  |         |
| Современное здание института |  | Утраченный дворец Голицыных |  | Флигель |  | Флигель |

### Египетский павильон
Объект культурного наследия федерального значения (современный адрес — ул. Старые Кузьминки, д. 4)

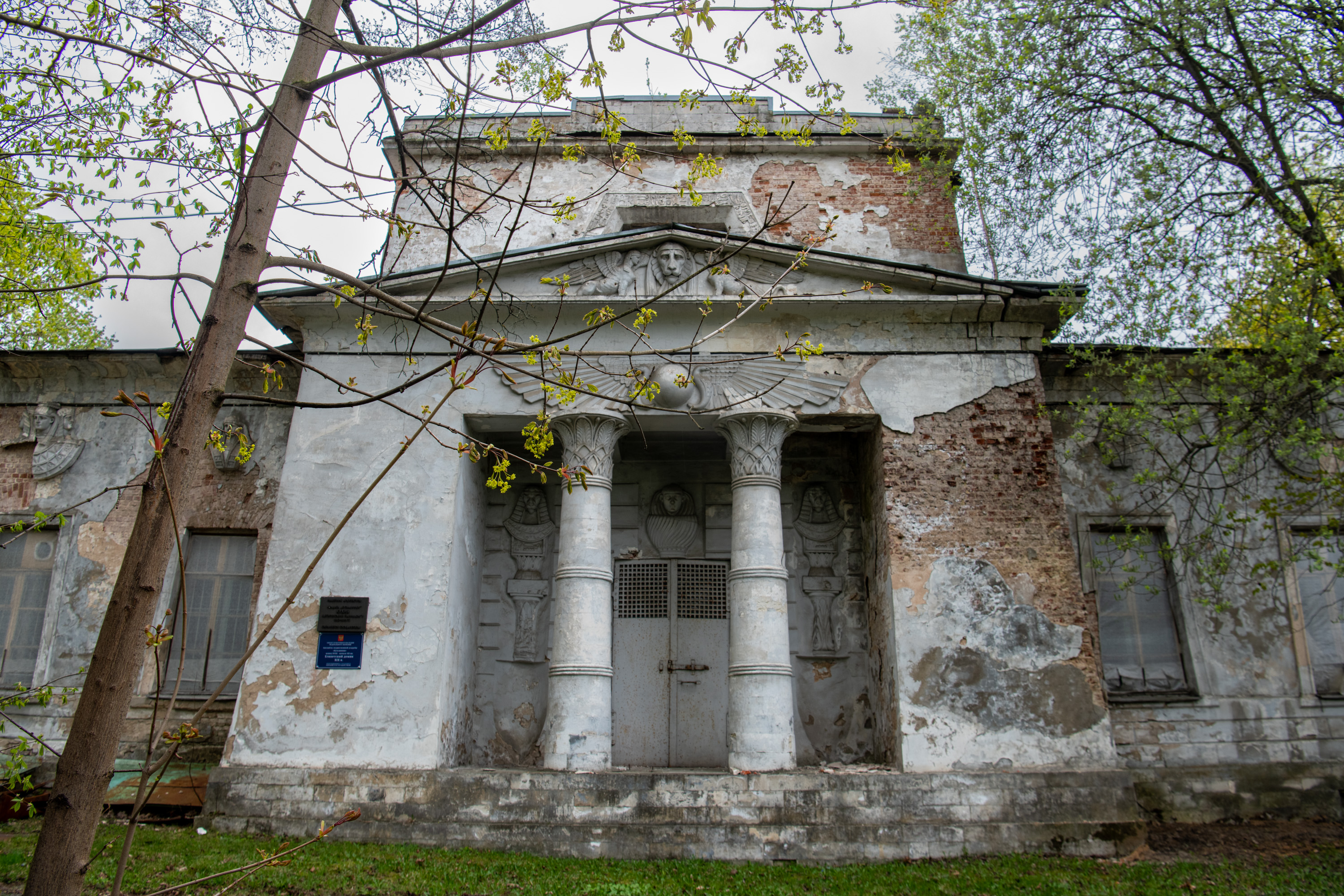
Египетский павильон в 2022 году

Здание, служившее барской кухней, было построено в 1813—1815 годах по проекту архитекторов Доменико Жилярди и Андрея Воронихина. Использовалось институтом ветеринарии в качестве лаборатории и операционной для животных. Здание долгие годы пустует, находится в руинированном состоянии. Сохранились элементы отделки фасада здания в египетском стиле. Находится в федеральной собственности, право хозяйственного ведения принадлежит ФГУП организации социальной сферы «Управление служебными зданиями» (ФАНО России). Распоряжение Правительства Москвы от 02.10.2007 г. № 2177-РП, в соответствии с которым предполагается передача в собственность города Москвы объектов усадьбы, находящихся в федеральной собственности, не выполнено. В ноябре 2016 г. утверждено охранное обязательство.

### Круглая пристань

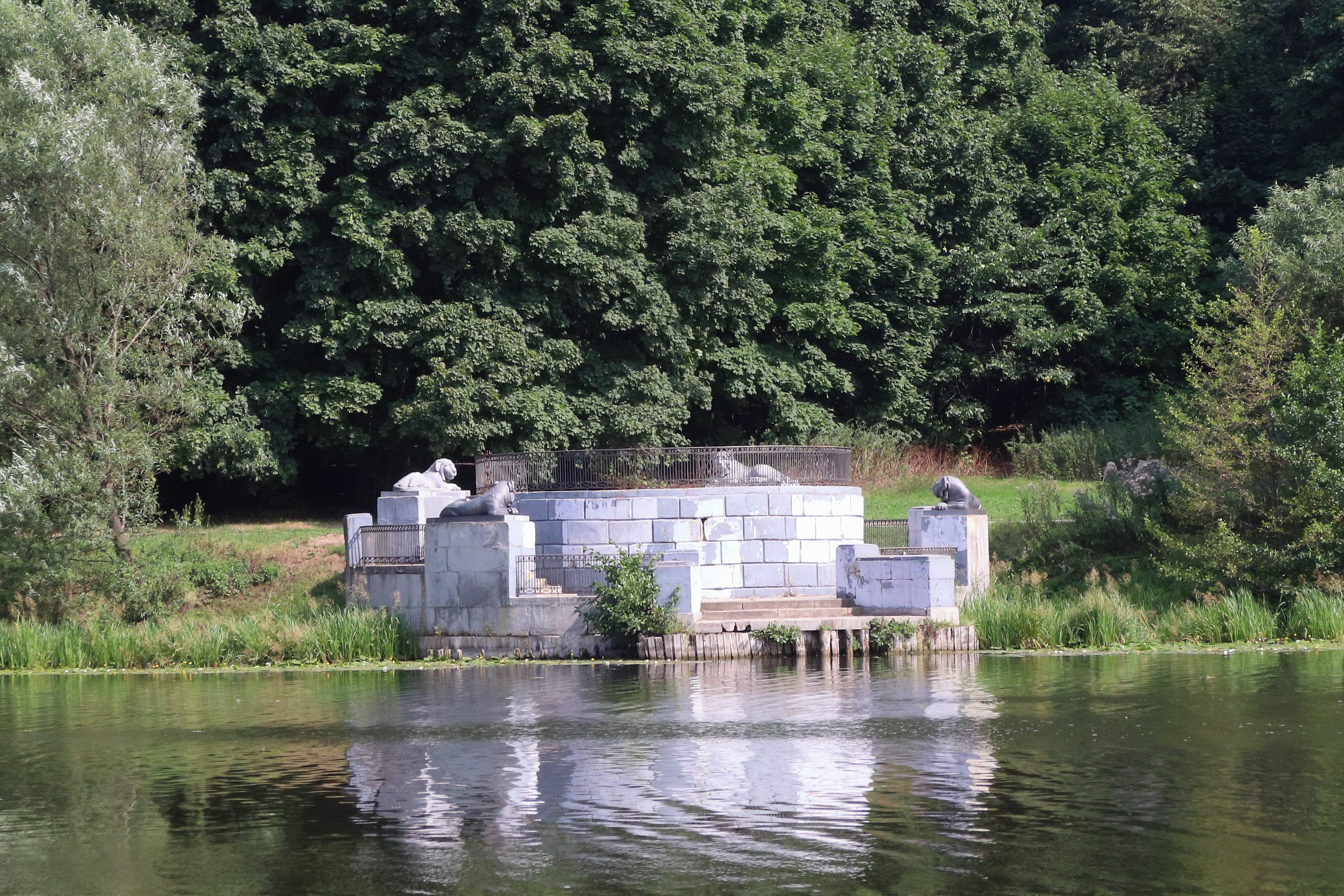
Круглая пристань, 2021.

На берегу Верхнего пруда между господским домом и оранжереей в 1811 году была построена Львиная (по установленным на ней скульптурам львов) или Круглая (по форме) пристань — она соединялась паромом с пристанью на противоположном берегу пруда. В начале XX века круглая пристань была разрушена, с конца 2006 года проводилось её восстановление. В марте 2023 года объявлено о согласовании проекта реконструкции пристани.

### Оранжерея

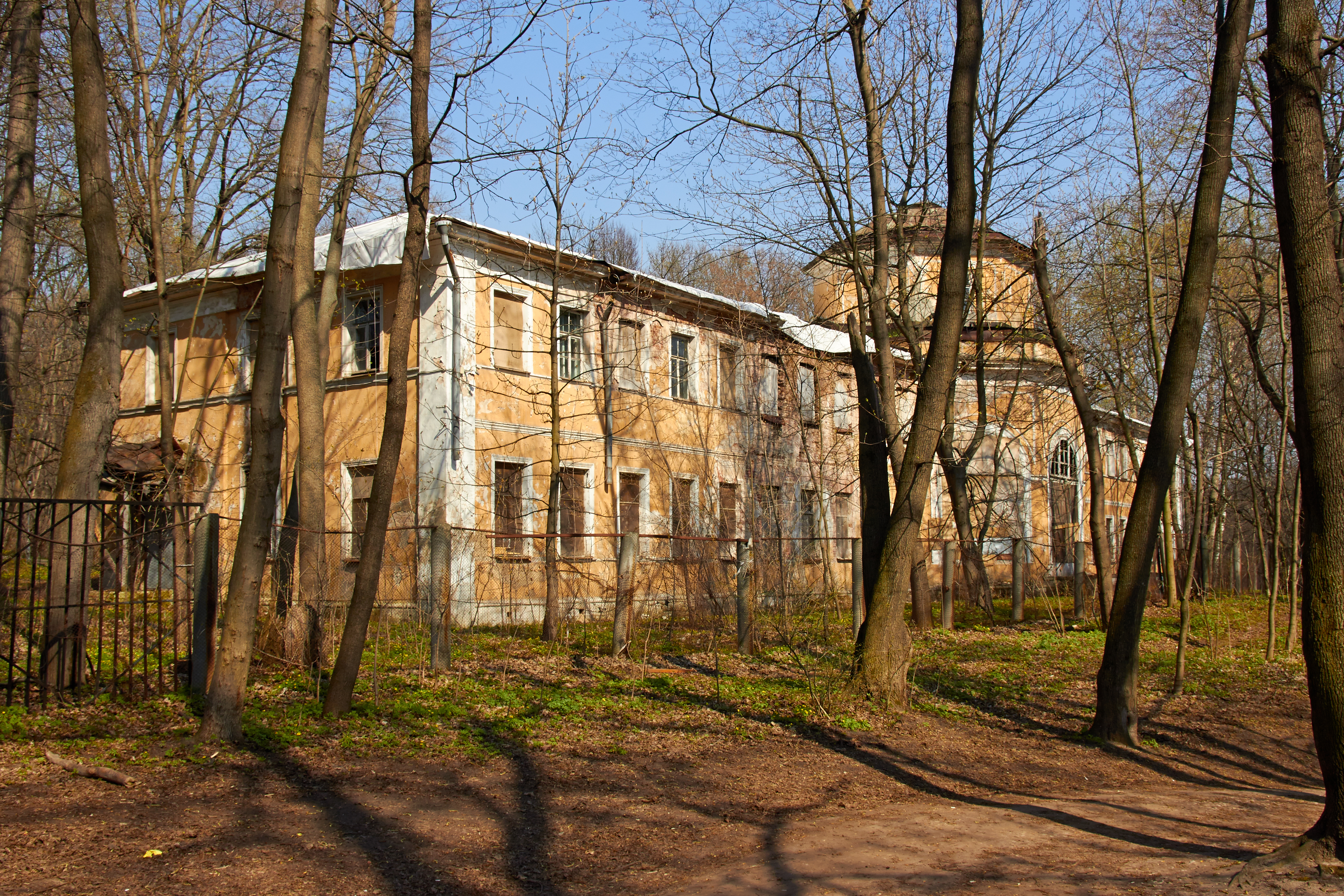
Померанцевая оранжерея, 2014.

Объект культурного наследия федерального значения (современный адрес — ул. Старые Кузьминки, д. 9).
Здание Померанцевой (Ранжевой) оранжереи было построено в 1811—1815 годах на берегу Верхнего пруда на месте небольшой деревянной оранжереи по проекту архитекторов Доменико Жилярди, Афанасия Григорьева и Алессандро Жилярди. Состоит из трех частей: центральной с высокими потолками для самых крупных деревьев и двух боковых. В 1890-х годах здание частично было перестроено. В 2007 году в оранжерее случился пожар, после которого она не была восстановлена. В здании частично сохранилось первоначальное декоративное убранство начала, в том числе — роспись плафона в «египетском» стиле. В настоящее время здание в полуразрушенном состоянии. Огорожено. Не используется музеем. Восстановительные работы не проводятся. Находится в федеральной собственности, право хозяйственного ведения принадлежит ФГУП организации социальной сферы «Управление служебными зданиями» (ФАНО России). Распоряжение Правительства Москвы от 02.10.2007 г. № 2177-РП, в соответствии с которым предполагается передача в собственность города Москвы объектов усадьбы, находящихся в федеральной собственности, не выполнено. В ноябре 2016 г. утверждено охранное обязательство.

### Конный двор

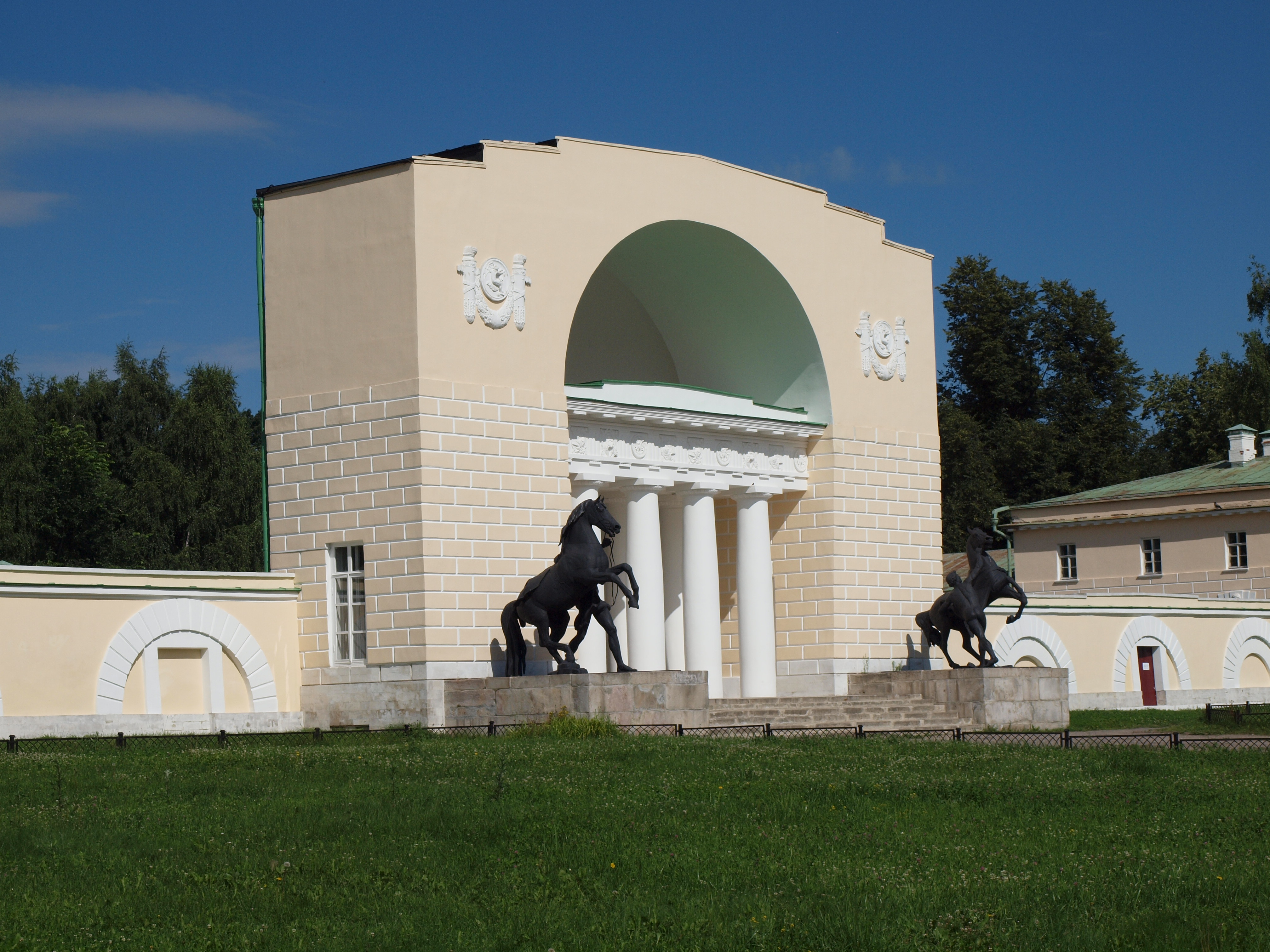
Конный двор. Вид с пруда.

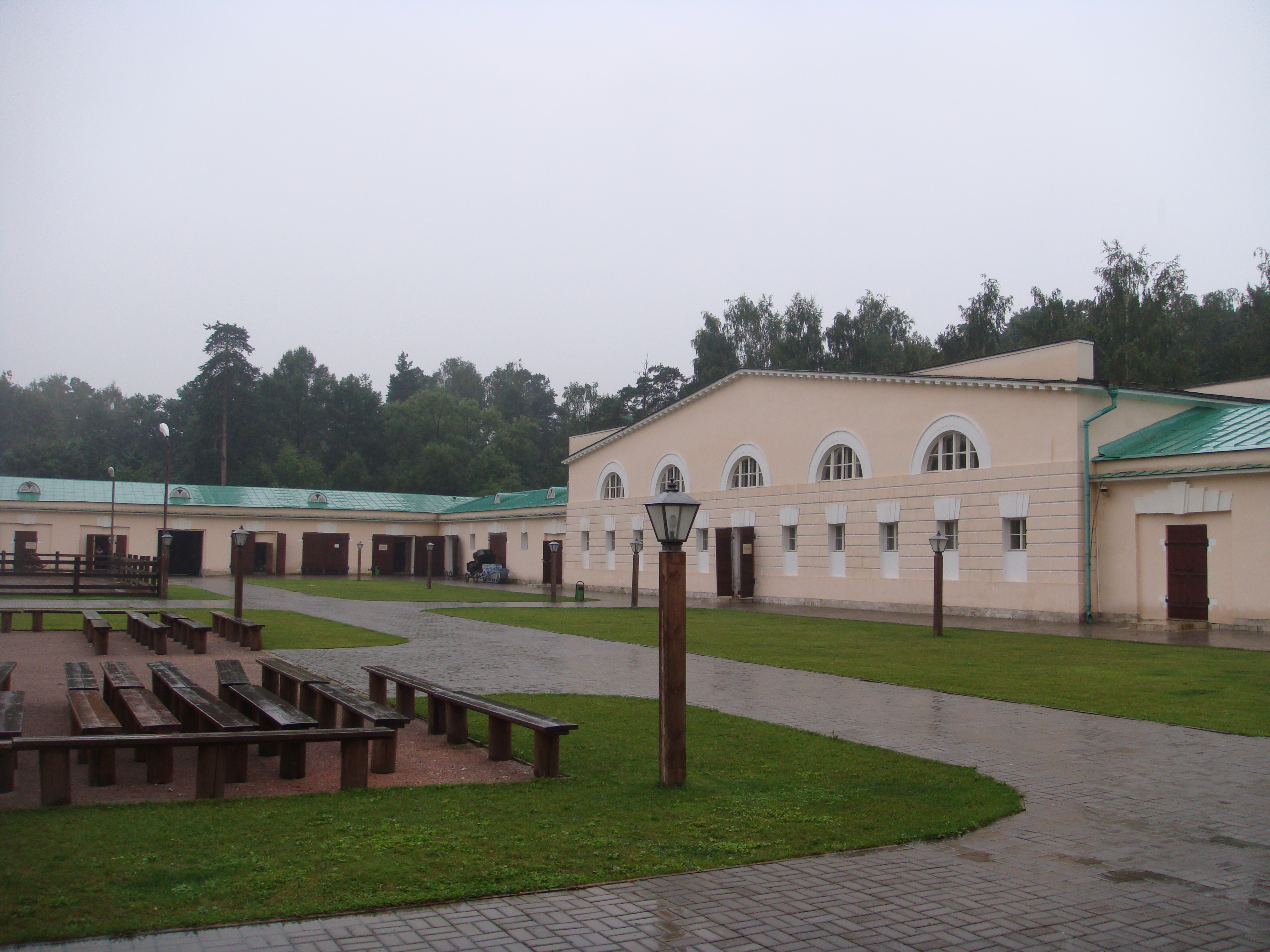
Конный двор. Вид изнутри.

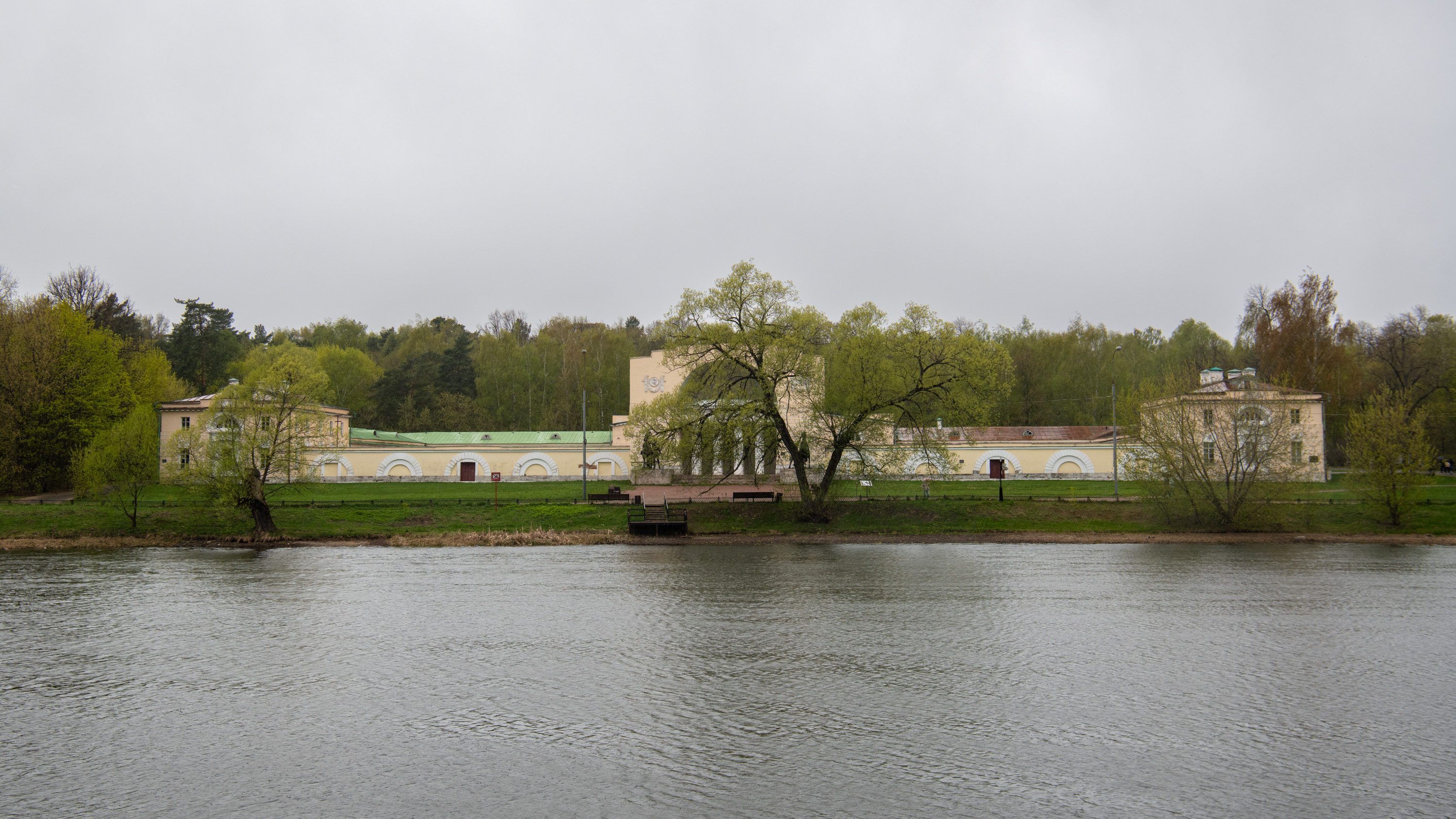
Конный двор, 2022

Здание Конного двора на левом берегу Верхнего пруда недалеко от плотины было построено в 1805 году, перестраивалось в 1823 году архитектором Доменико Жилярди. В помещениях Конного двора находились конюшни, склады для хранения фуража и специальной утвари, стояли сани и кареты. В стене, огораживающей двор и выходящей на Верхний пруд, встроены здания двух жилых павильонов (по углам), служивших гостиницами для приезжавших в усадьбу гостей и в центре — Музыкального павильона. По краям музыкального павильона в 1846 году были установлены скульптуры, аналогичные установленным на петербургском Аничковом мосту и также отлитыми на голицынских заводах.
В 1978 году здание Музыкального павильона сгорело, другие помещения Конного двора находились в заброшенном состоянии. В начале 2000-х годов весь комплекс двора был восстановлен, а в его помещениях — организованы музейные экспозиции, демонстрирующие конюшни, каретный, фуражный и сенной сараи и манеж, в котором проводятся конно-спортивные мероприятия. В Музыкальном павильоне двора организуются концерты со зрительными местами на берегу пруда.
28 января 2019 года в помещении Конного двора обрушился деревянный потолок.

### Храм Влахернской иконы Божьей Матери

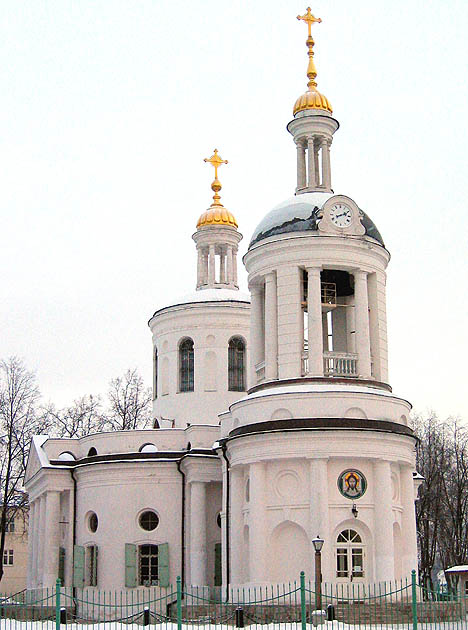
Храм Влахернской Божьей Матери. Вид от аллеи.

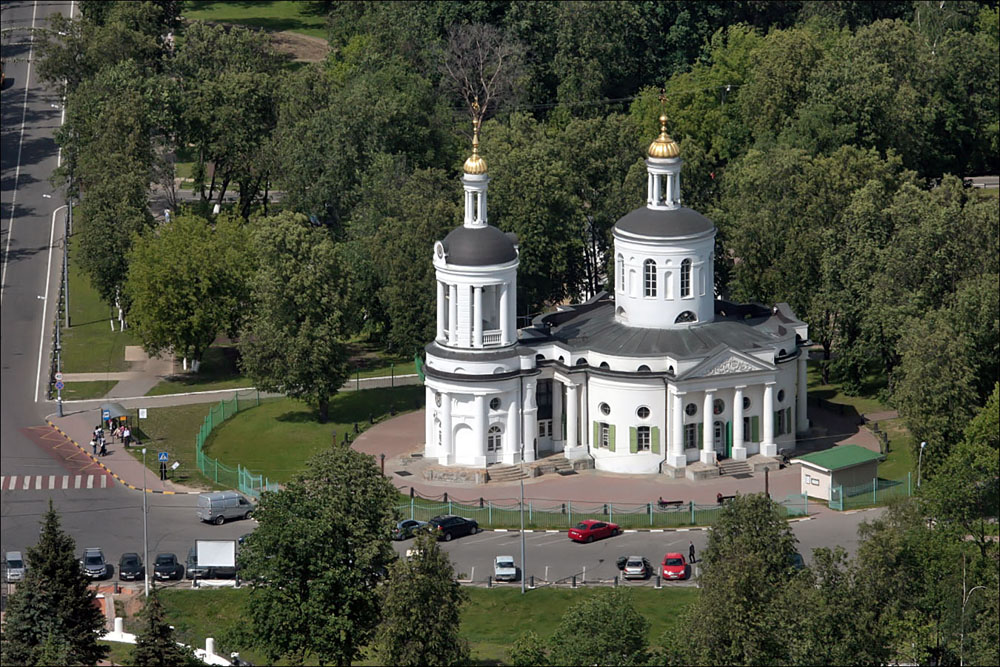
Храм Влахернской Божьей Матери. Вид сверху.

Храм Влахернской иконы Божией Матери в Кузьминках расположен в конце Кузьминской улицы, к северо-востоку от бывшего господского двора и места нахождения господского дома. Назван в честь Влахернской иконы Божьей Матери, которая была привезена в Россию из Константинополя в XVII веке. Икона, названная «Влахернской» по местности недалеко от Константинополя, сохранилась до наших дней; 2 июля отмечается её праздник.
Первый деревянный храм в усадьбе Кузьминки был построен в 1720 году, а каменный — в 1759—1774 годах на средства князя Голицына, в конце XVII века был перестроен в стиле раннего классицизма. В 1929 году храм был закрыт и перестроен под жильё.
В 1992 году передан церкви, вместе с приделами святого Сергия Радонежского и святого Александра Невского. В сентябре 1995 году по окончании реставрационных работ храм был освящён. Престолы: Влахернская икона Божией Матери, Житие святого благоверного князя Александра Невского, Житие преподобного Сергия Радонежского. Святыни: Частица мощей святого благоверного князя Александра Невского, Частица мощей апостола Андрея Первозванного.

### Слободка
В усадебной слободке располагались вспомогательные здания, хозяйственные строения, погреба и дома, в которых жили люди, обслуживающие усадьбу. Тут же находились квартира священника и воскресная школа. В деревянном одноэтажном здании располагалась больница, которая обслуживала не только владельцев усадьбы, но и окрестные селения.

### Хозяйственные флигели
Южный флигель, построенный в 1832 году, служил погребом. Здание перестраивалось в 1930-х годах, находится в руинированном состоянии.

### Дом садовника
Дом садовника («Серая дача») — памятник деревянной архитектуры XVIII века. В здании располагается литературный музей Константина Паустовского.

### Скотный двор

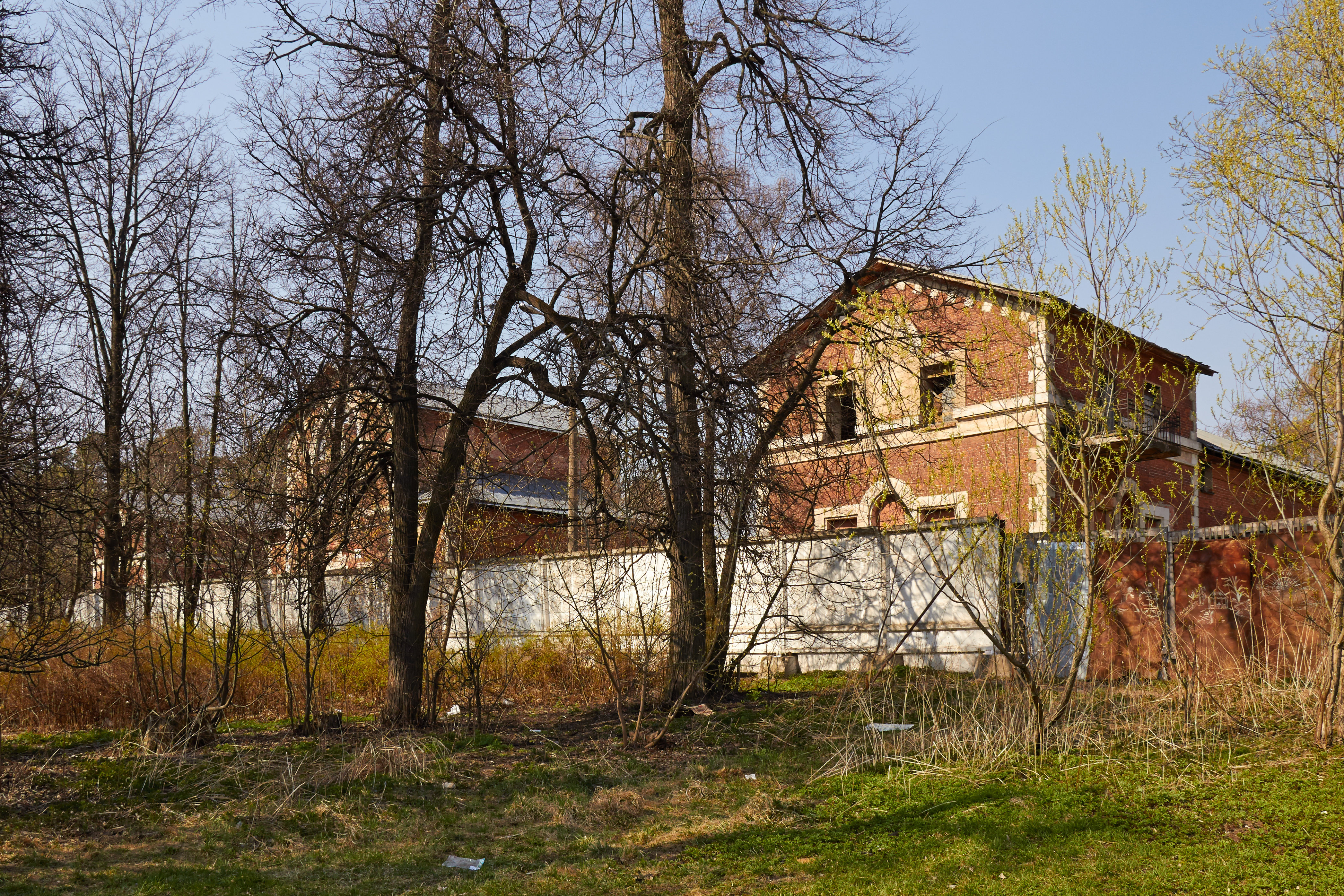
Скотный двор. Фото 2010-х гг.

Объект культурного наследия федерального значения (современный адрес — Тополевая аллея, д. 16; д. 16 стр. 1).

В конце Тополевой аллеи на берегу Верхнего пруда в 1840 году архитекторами Алессандро Жилярди и Иваном Еготовым были построены здания Скотного двора (Молочной фермы). В зданиях располагались конюшни, коровник, кладовые помещения, в боковых флигелях жили конюхи и скотники. В 1889 году здания были перестроены для размещения в них новых помещений Влахернской больницы. Пустует с 1990-х годов, в настоящее время — в заброшенном состоянии. Находится в собственности Москвы, передан на праве оперативного управления ГБУК города Москвы «Музейное объединение „Музей Москвы“». Разработан проект реставрации и приспособления для современного использования, получено положительное заключение государственной историко-культурной экспертизы. Ожидается финансирование работ, но сроки неизвестны.

### Птичий двор

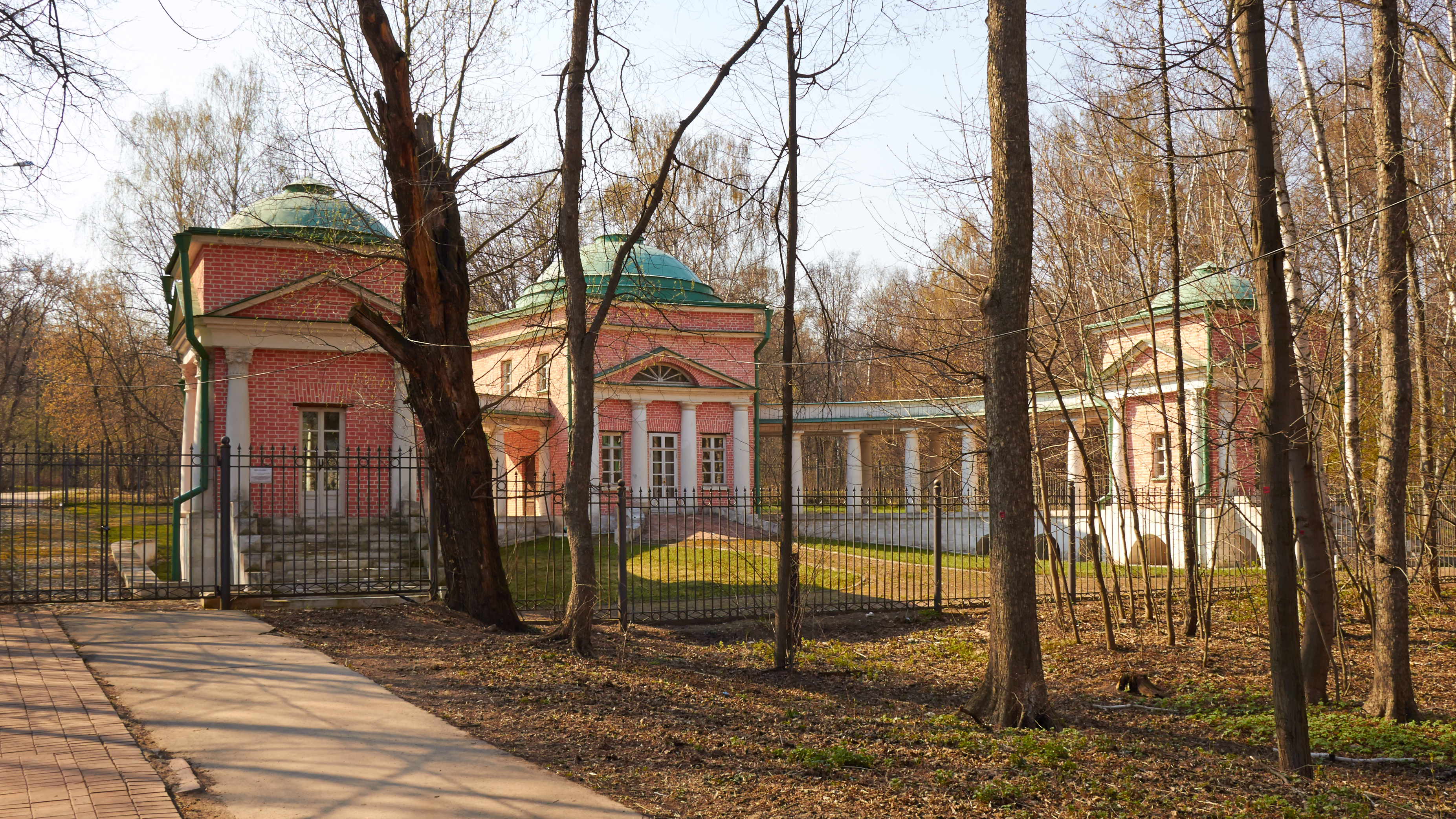
Птичий двор. Фото 2010-х гг.

Здания Птичьего двора располагались полуциркулем вблизи Нижнего пруда, во внутреннем дворе находился бассейн, наполненный водой. Здесь содержались различные птицы, в том числе, декоративных и редких пород. Во время войны 1812 года Птичий двор был разграблен, после чего птицеводческое хозяйство уже не восстанавливалось. Здания были перестроены под кузницу, центральное строение было надстроено (2-й этаж был отдан под квартиру кузнеца).

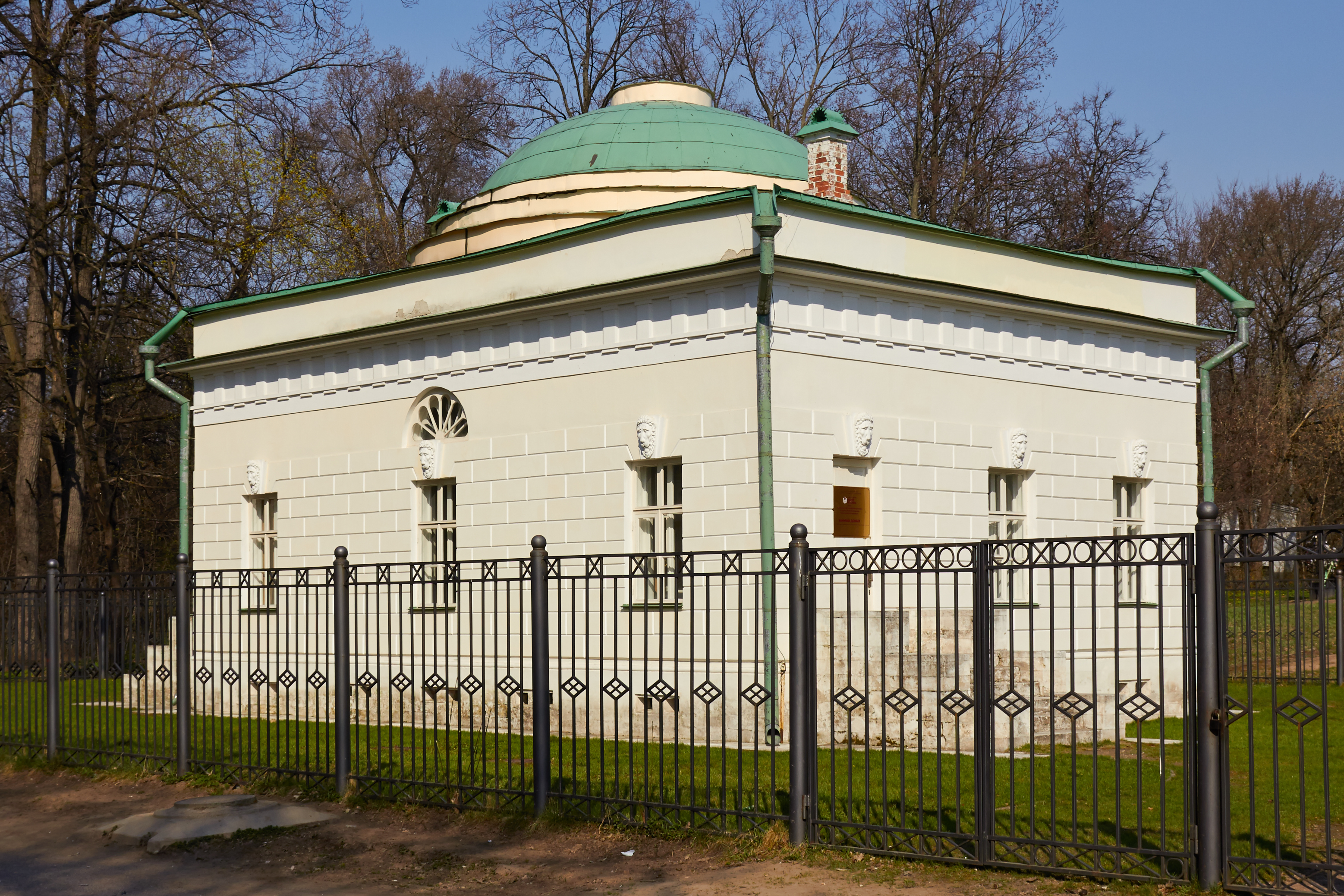
Ванный домик
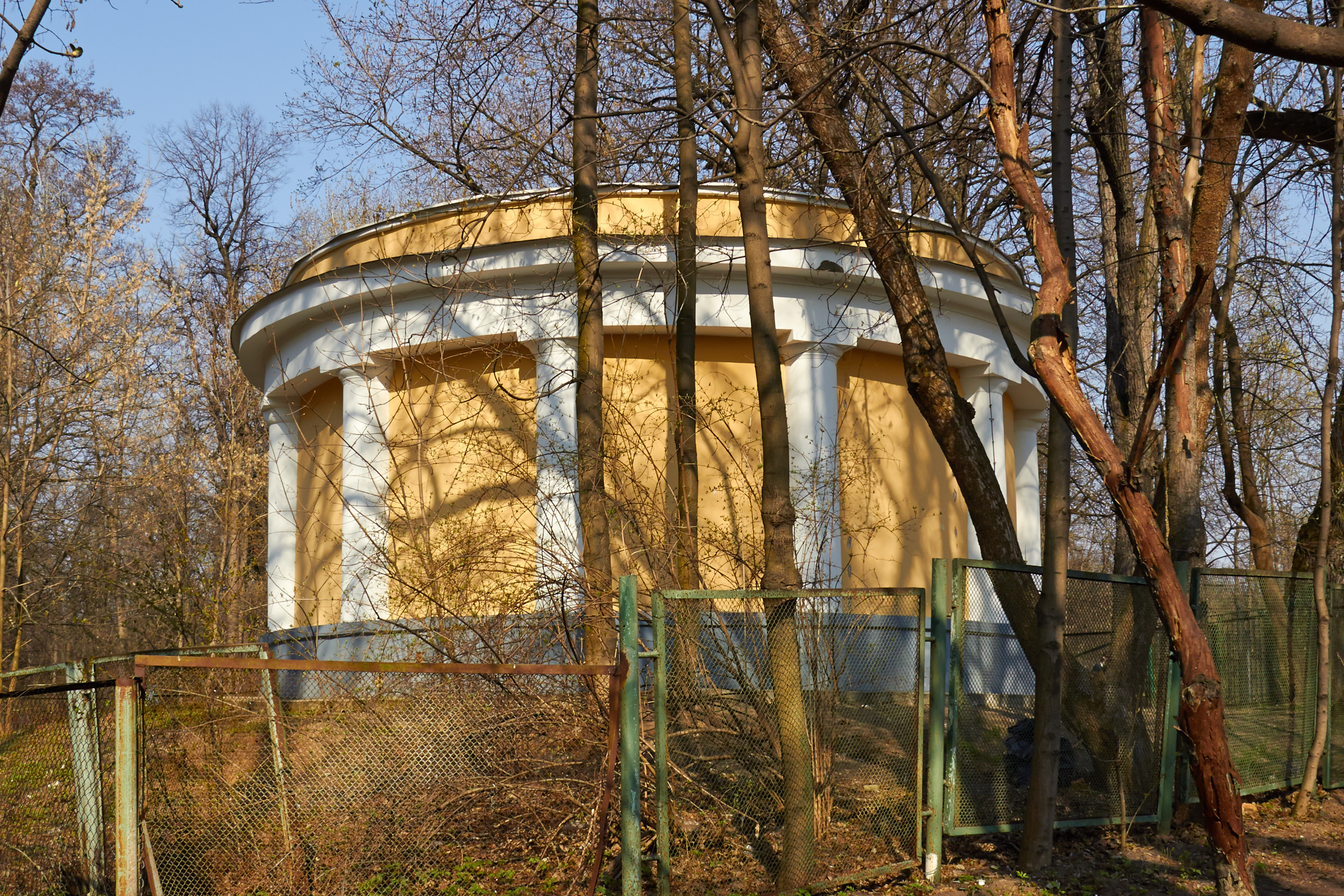
Водонапорное здание
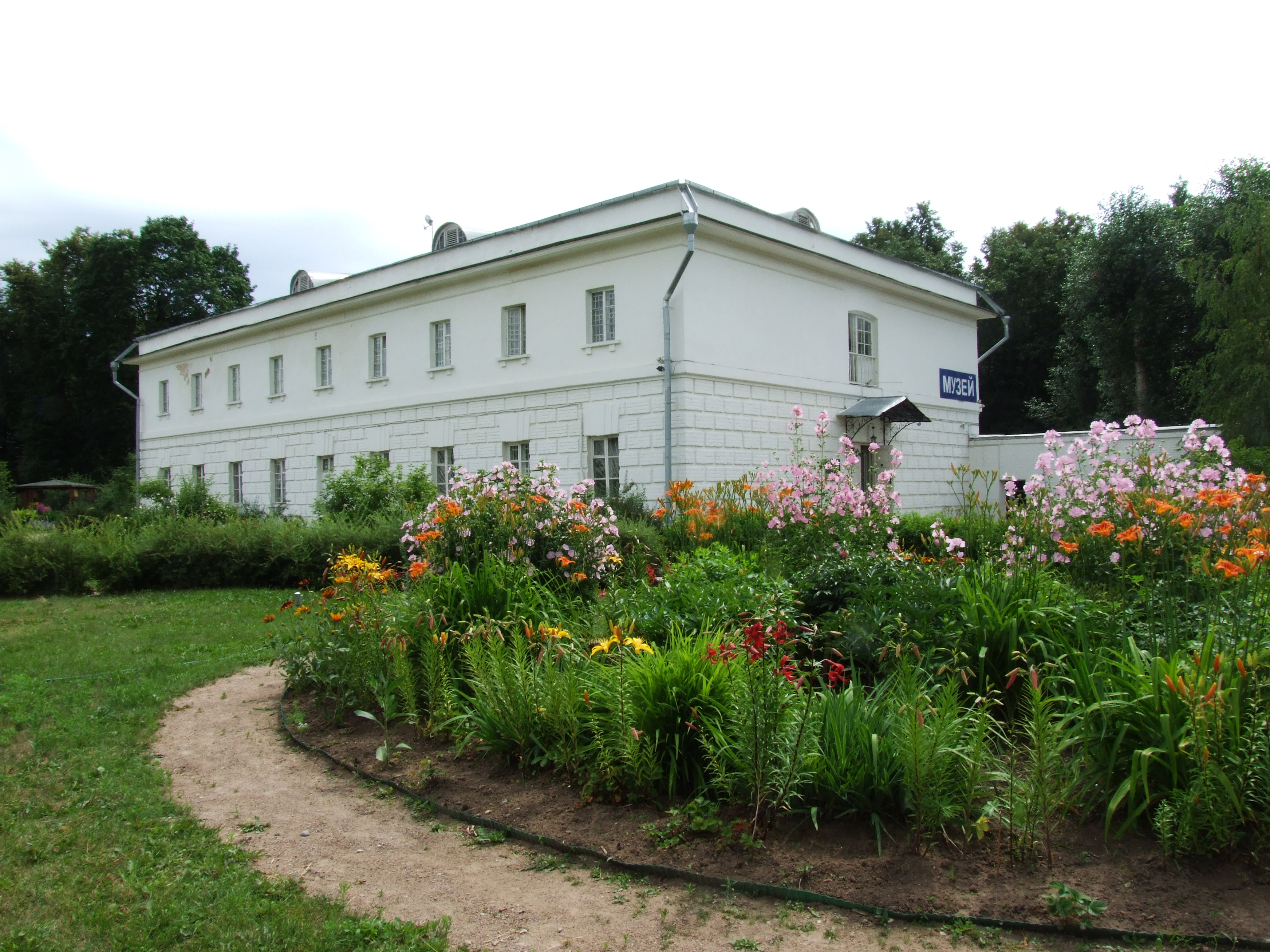
Музей истории усадьбы (бывший Служительский флигель)
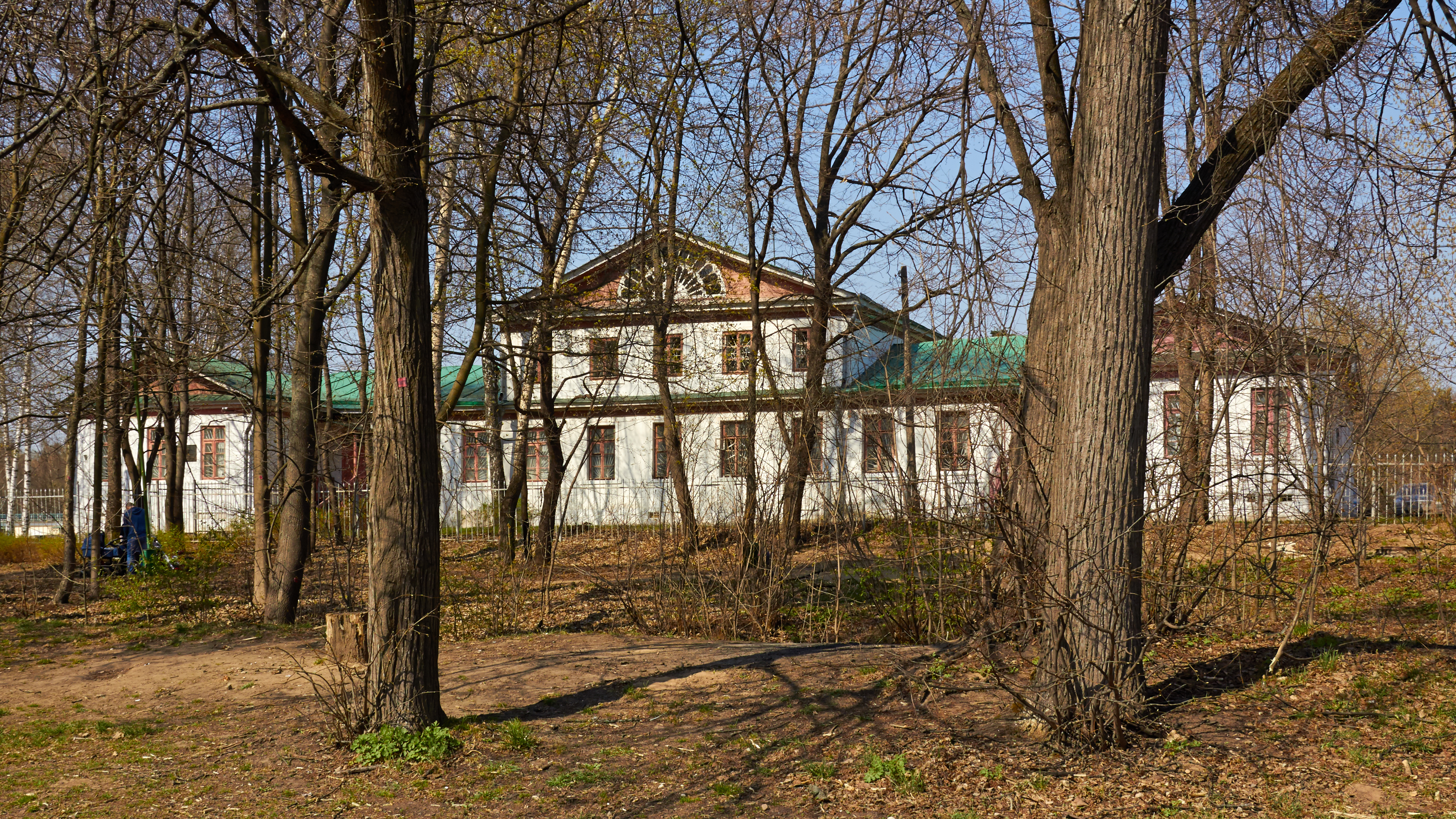
Бывшая больница

## КартиныИ. Н. Рауха, 1840 г.

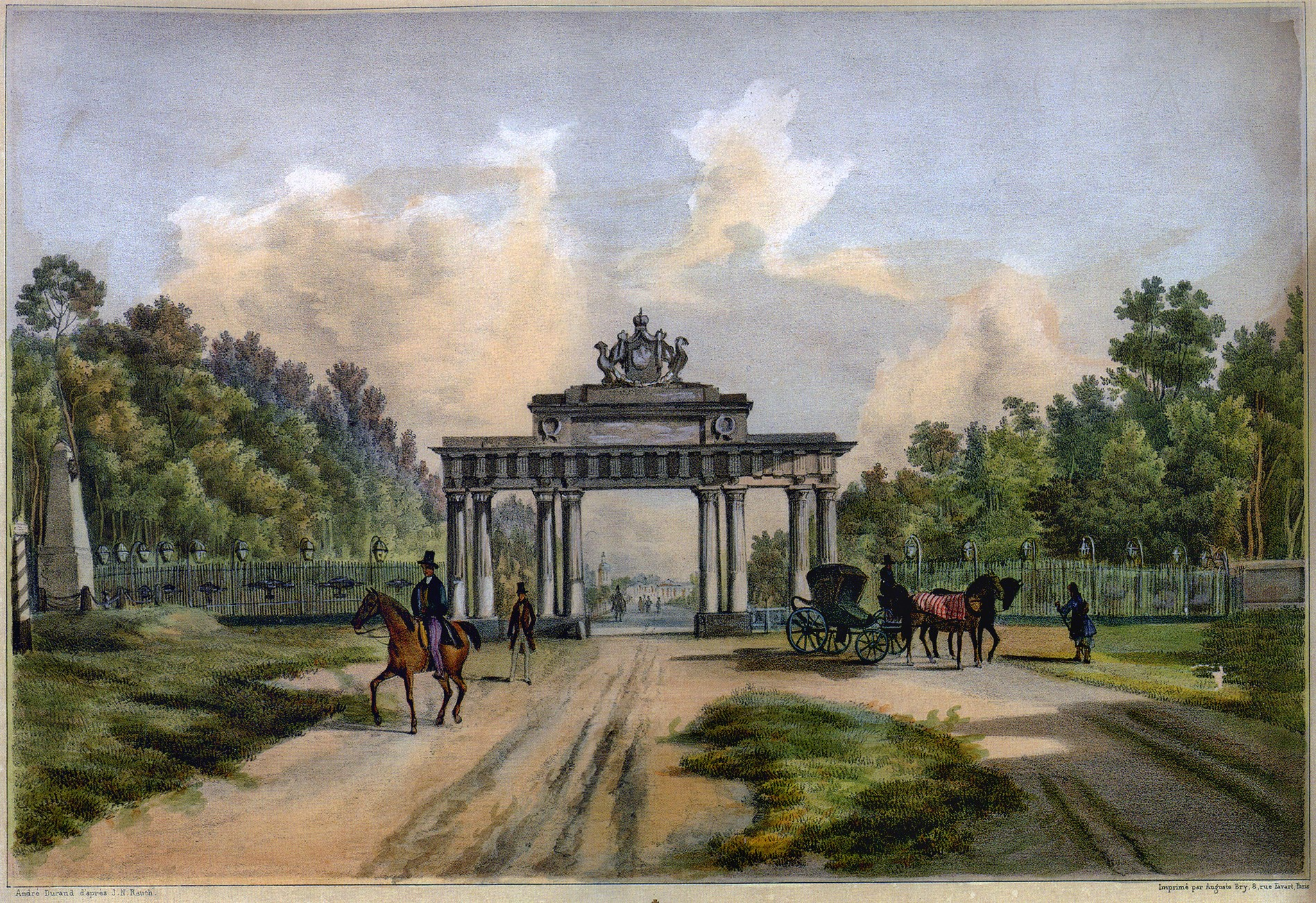
Вид въездных Чугунных ворот (в сторону усадьбы)
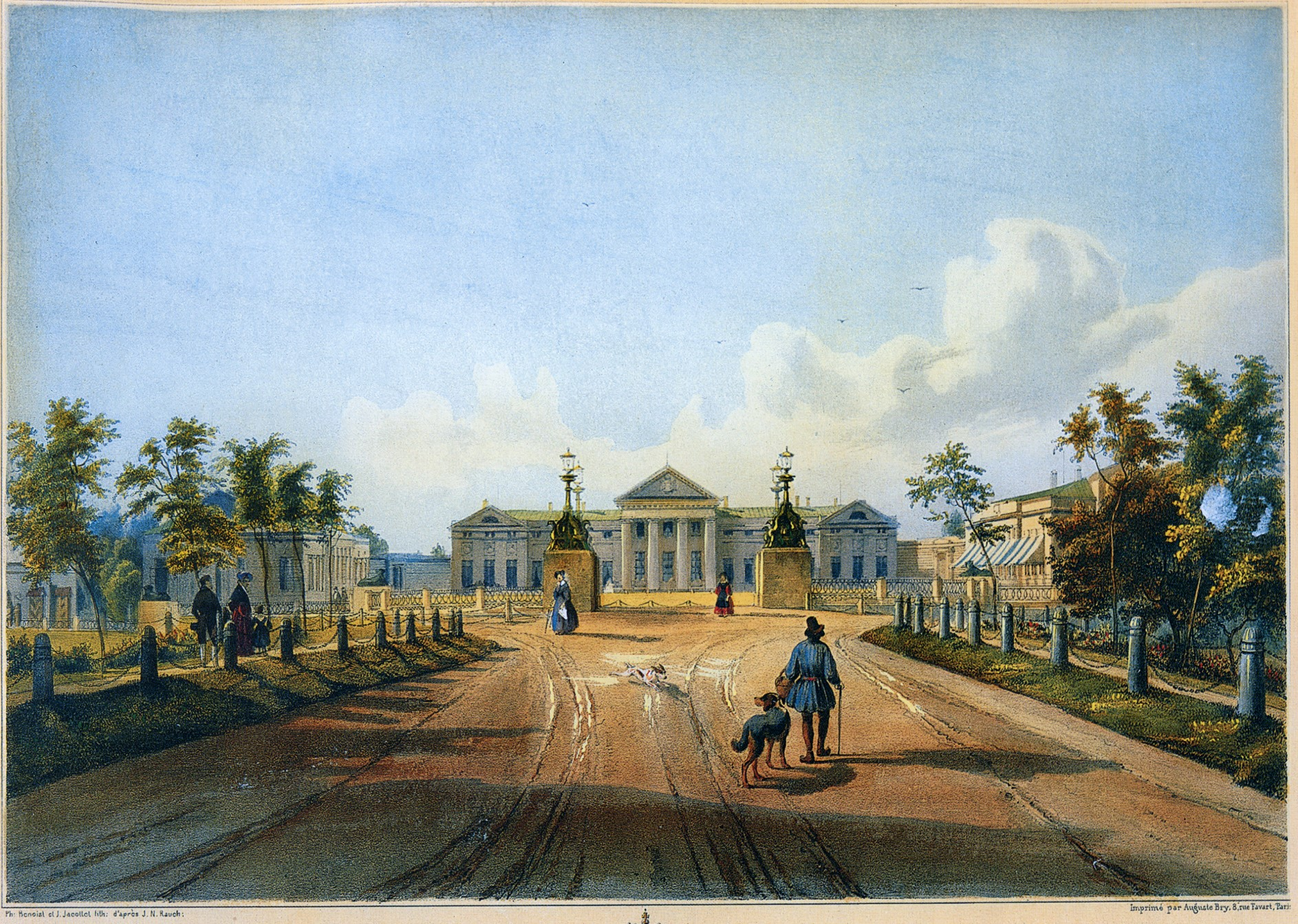
Конец Липовой аллеи и господский дом
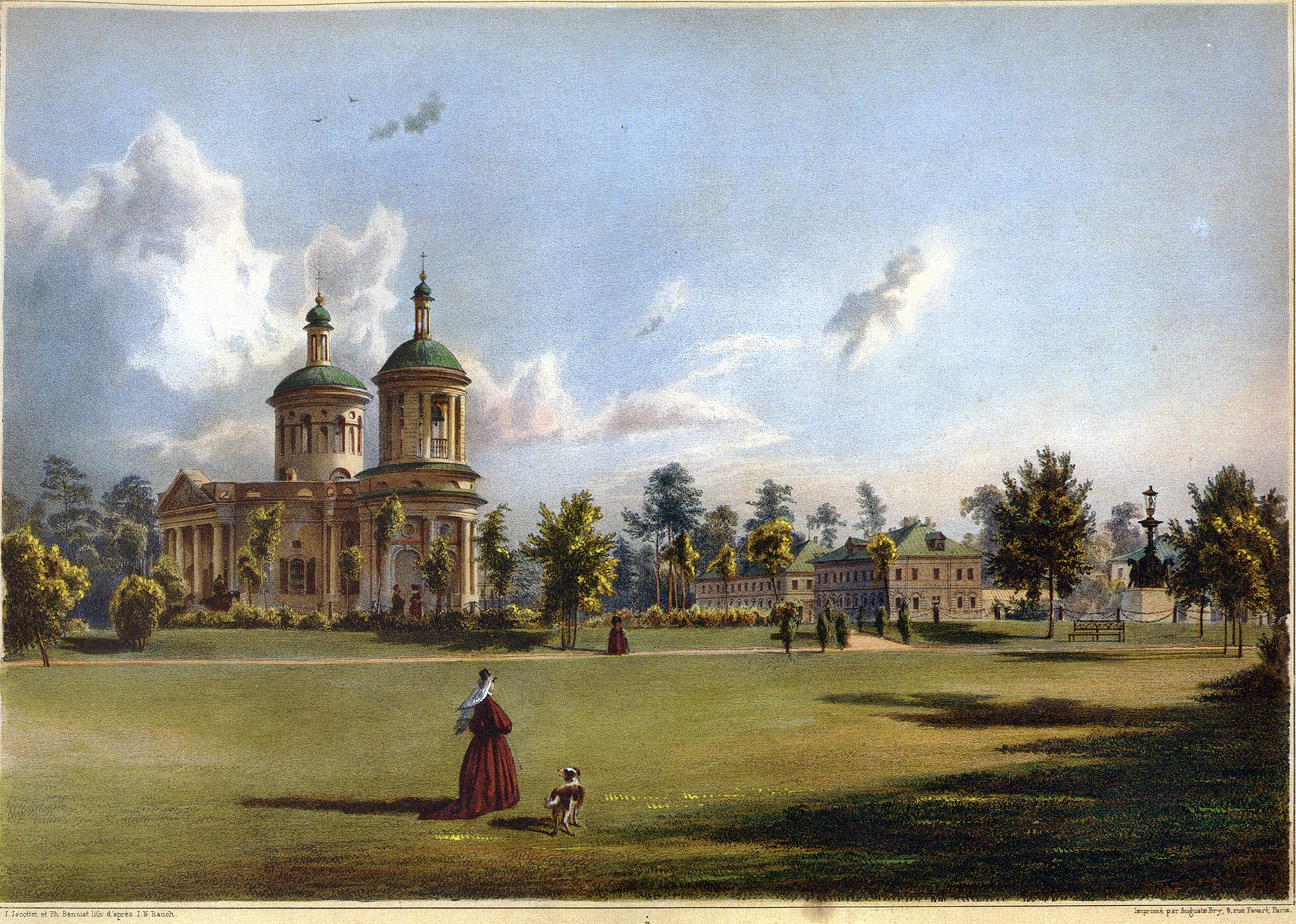
Влахернская усадебная церковь и господский дом
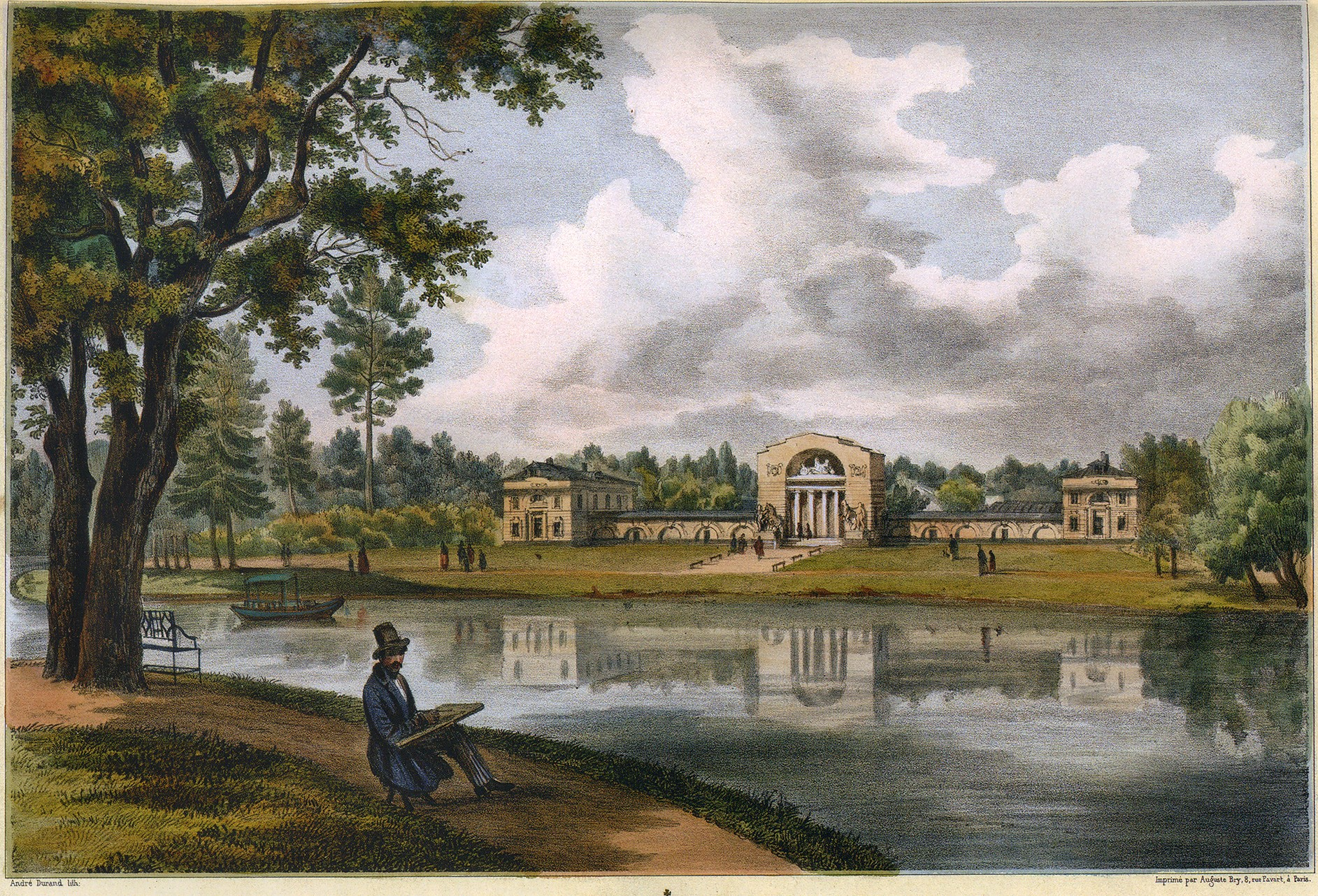
Конный двор
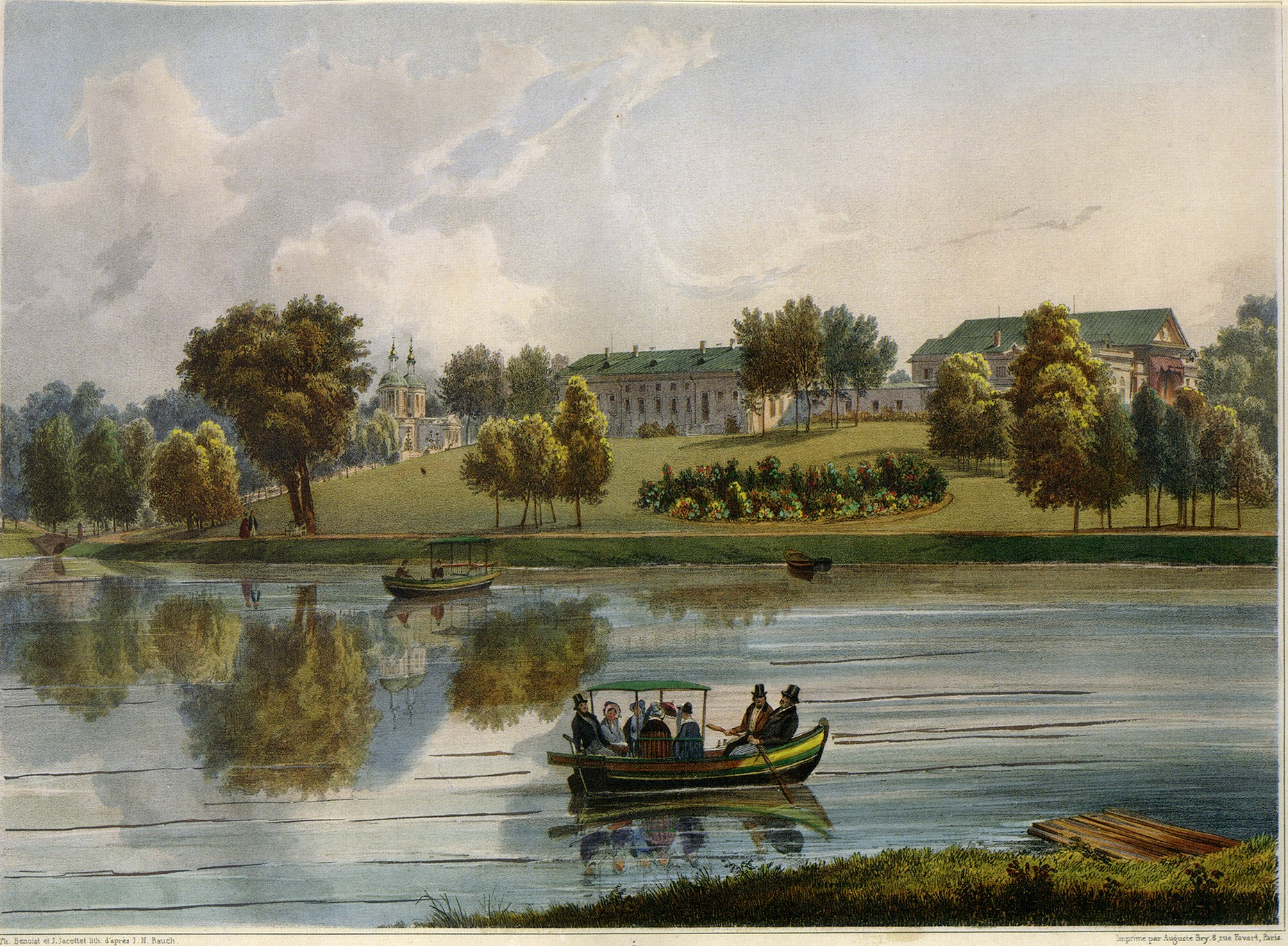
Вид западной части дома и пруд
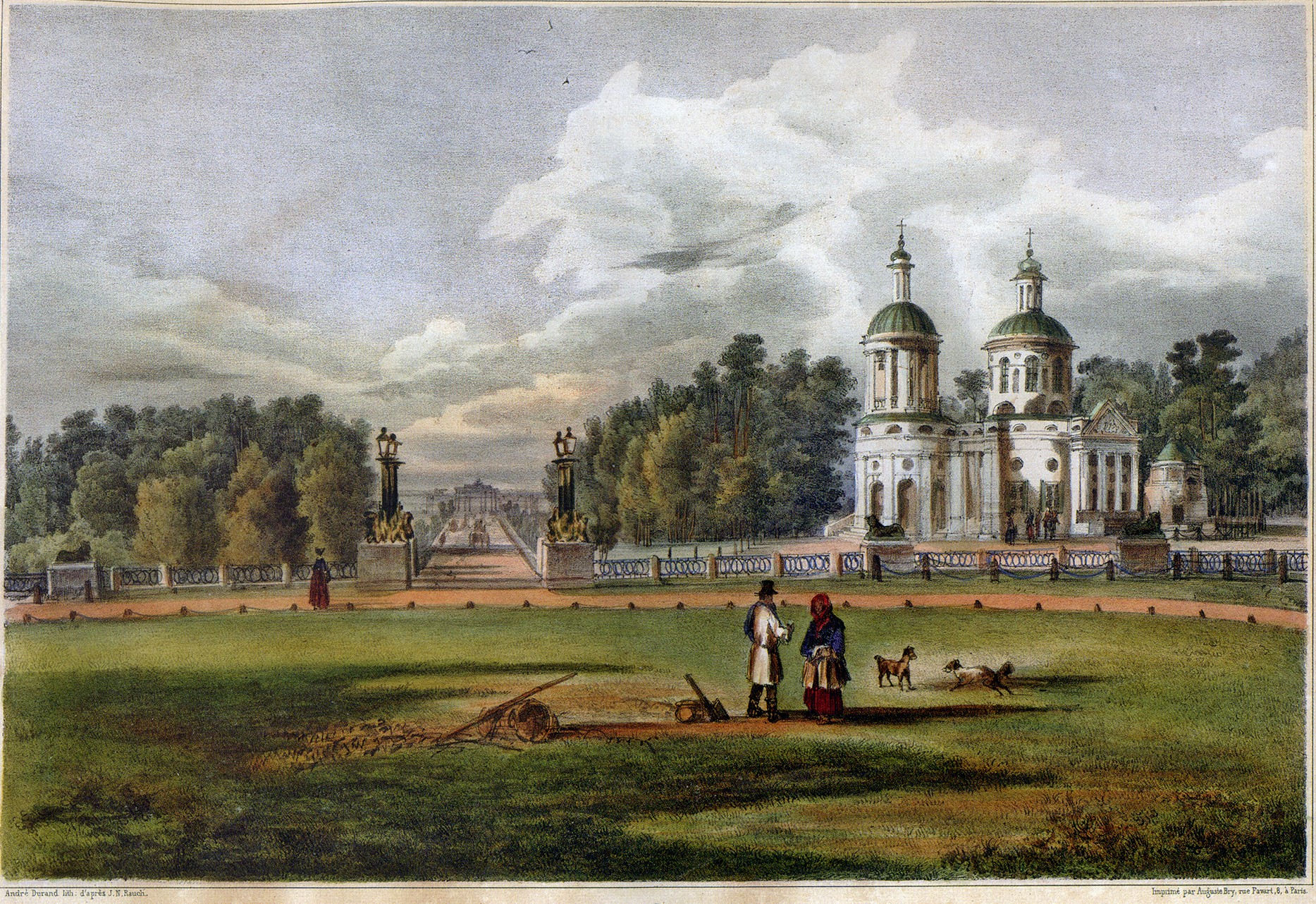
Вид Московского проспекта со стороны господского дома
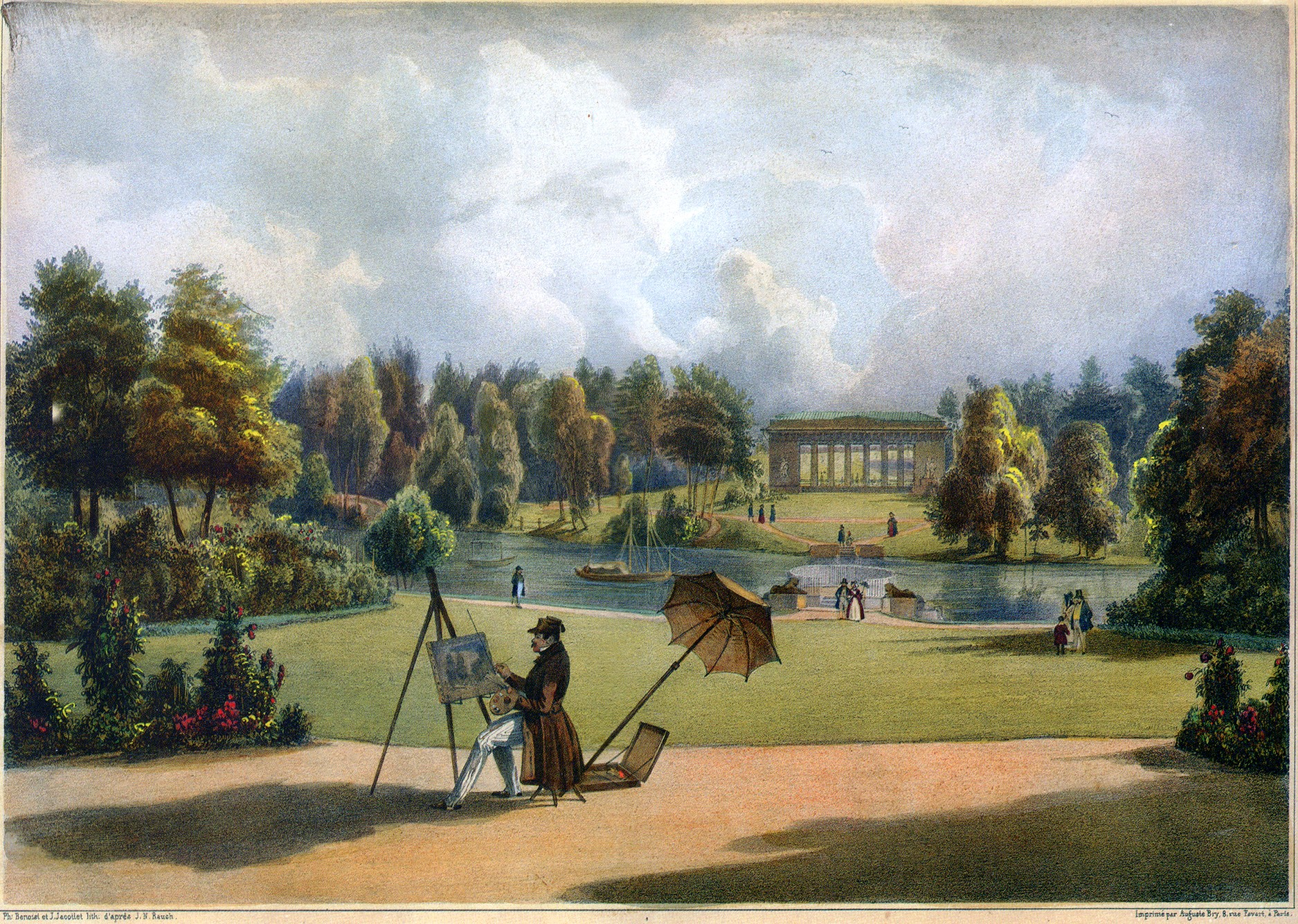
Вид павильона (Пропилеи) за прудом и на пристань
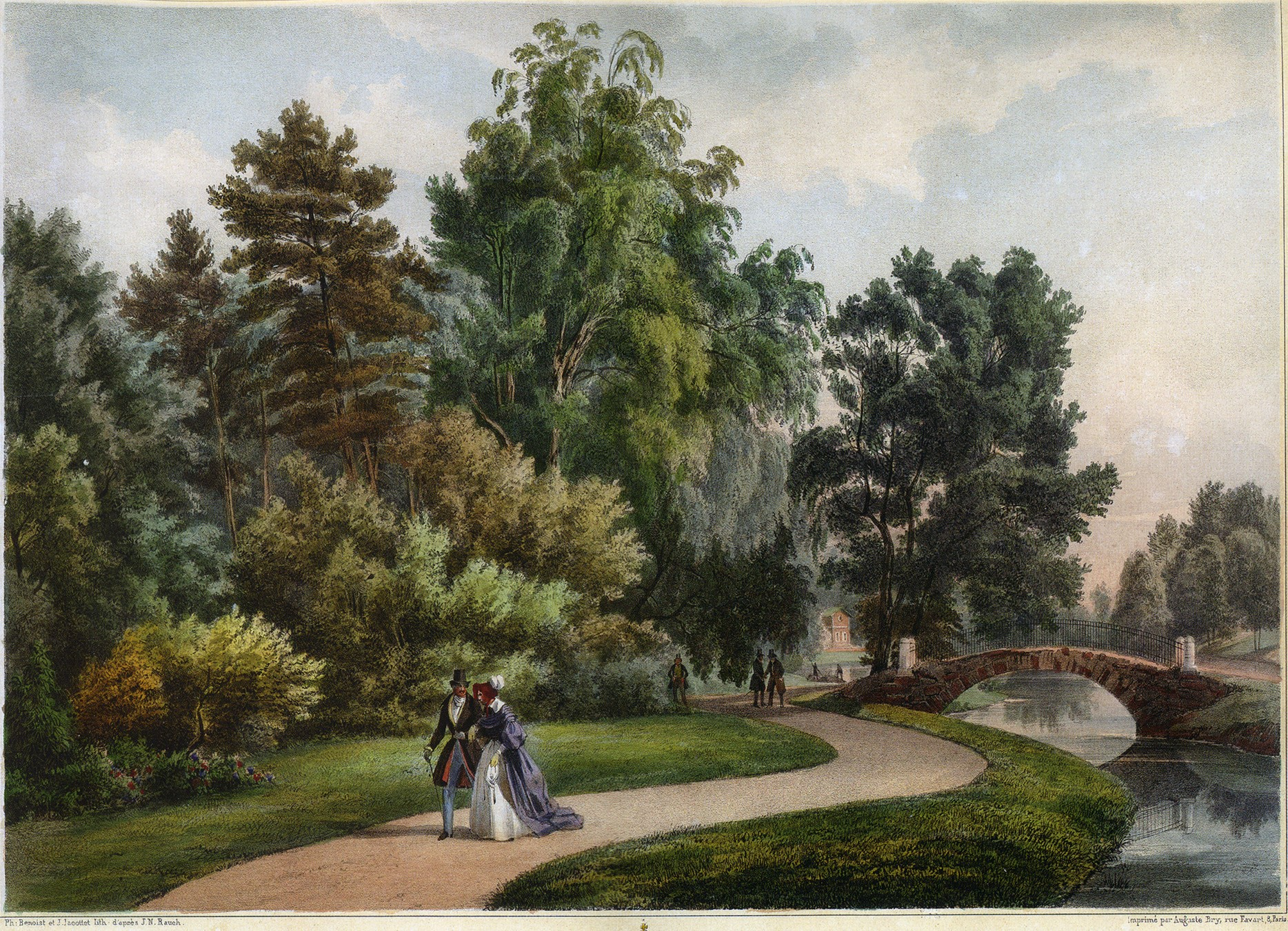
Вид части сада усадьбы (Дорога Променада у Кузьминского пруда, за мостом Скотный двор)
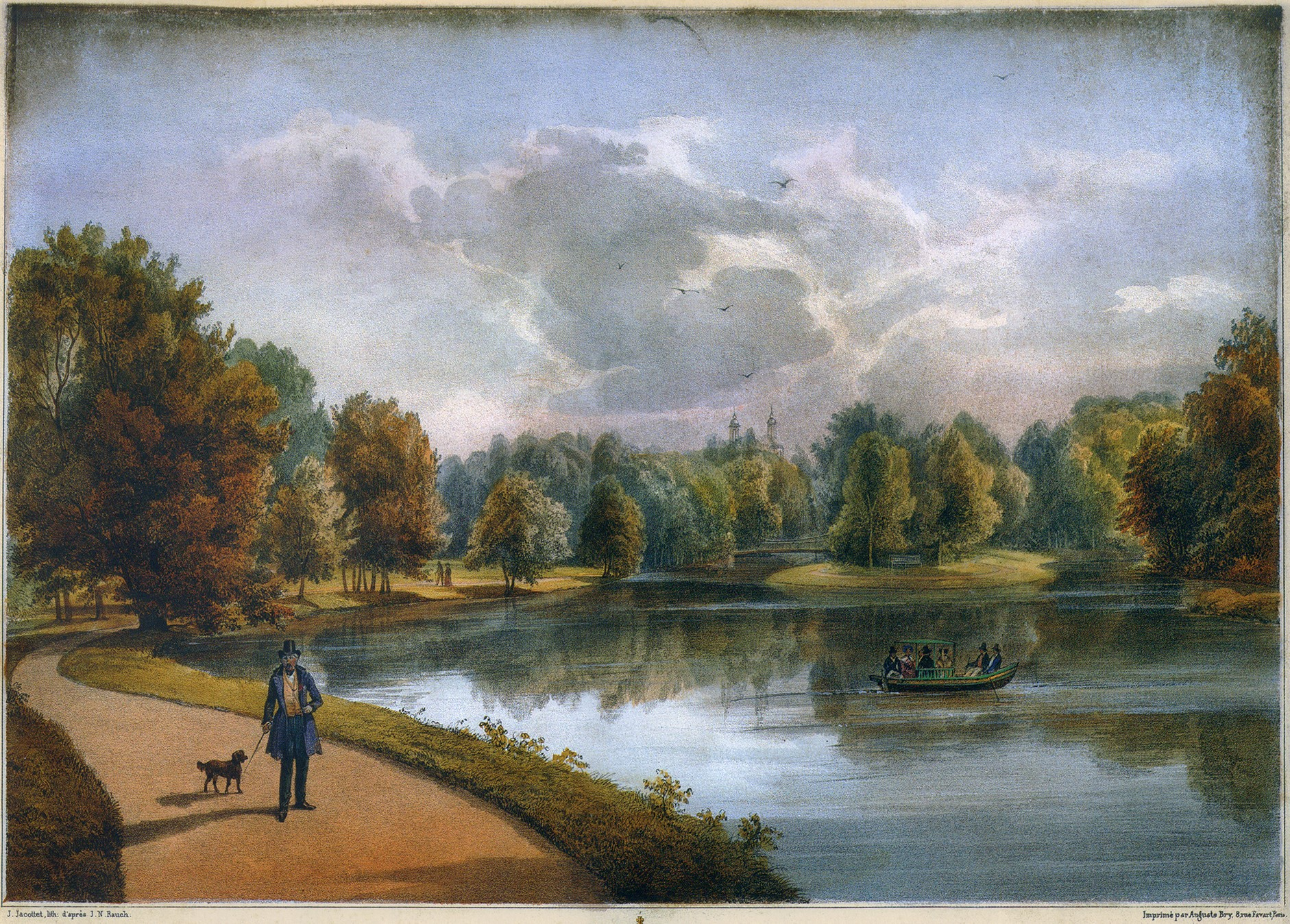
Вид чугунного моста (вид на мост Трясучка)
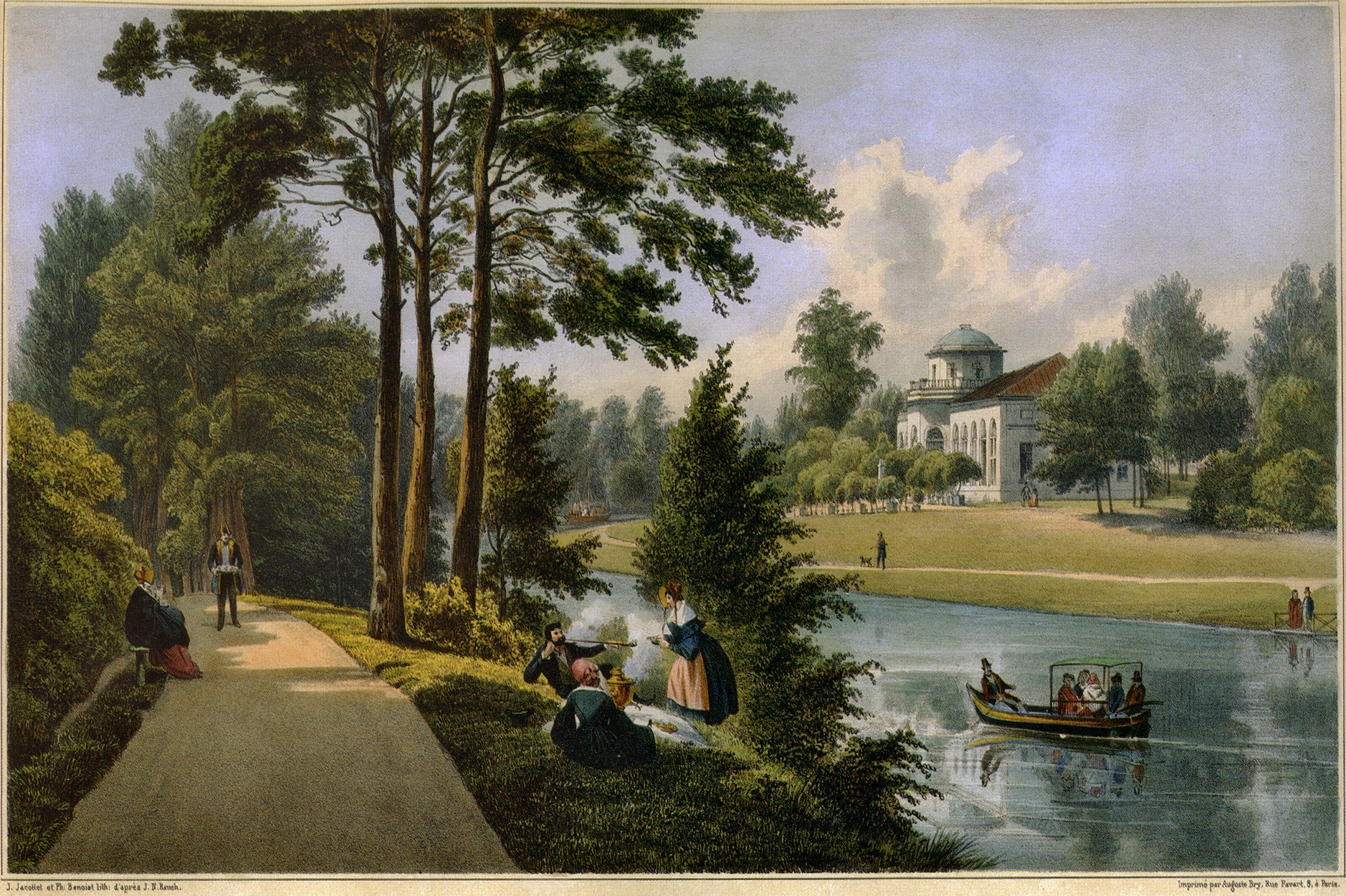
Вид померанцевой Оранжереи с южной стороны
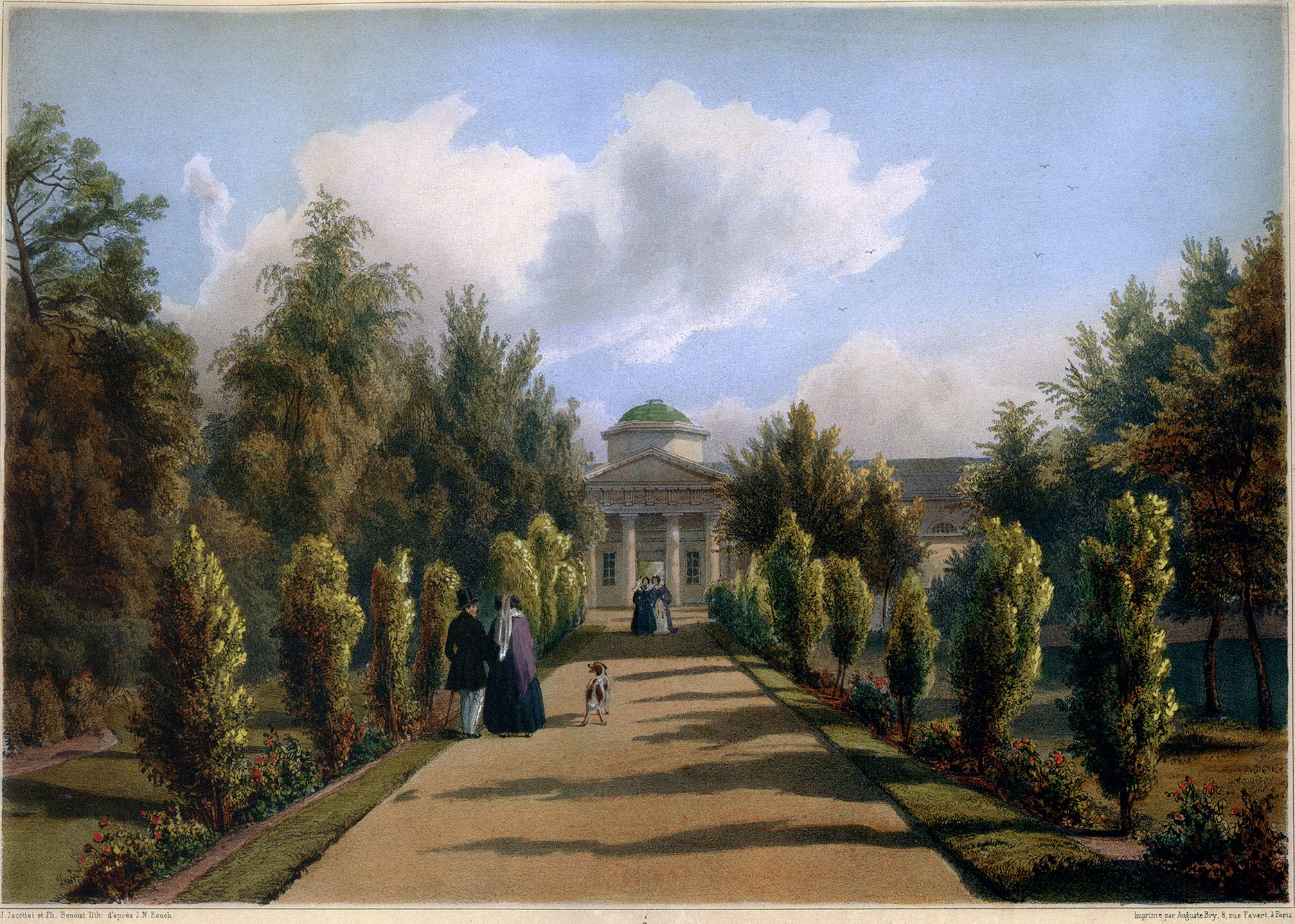
Вид померанцевой Оранжереи с северной стороны (от господского дома)
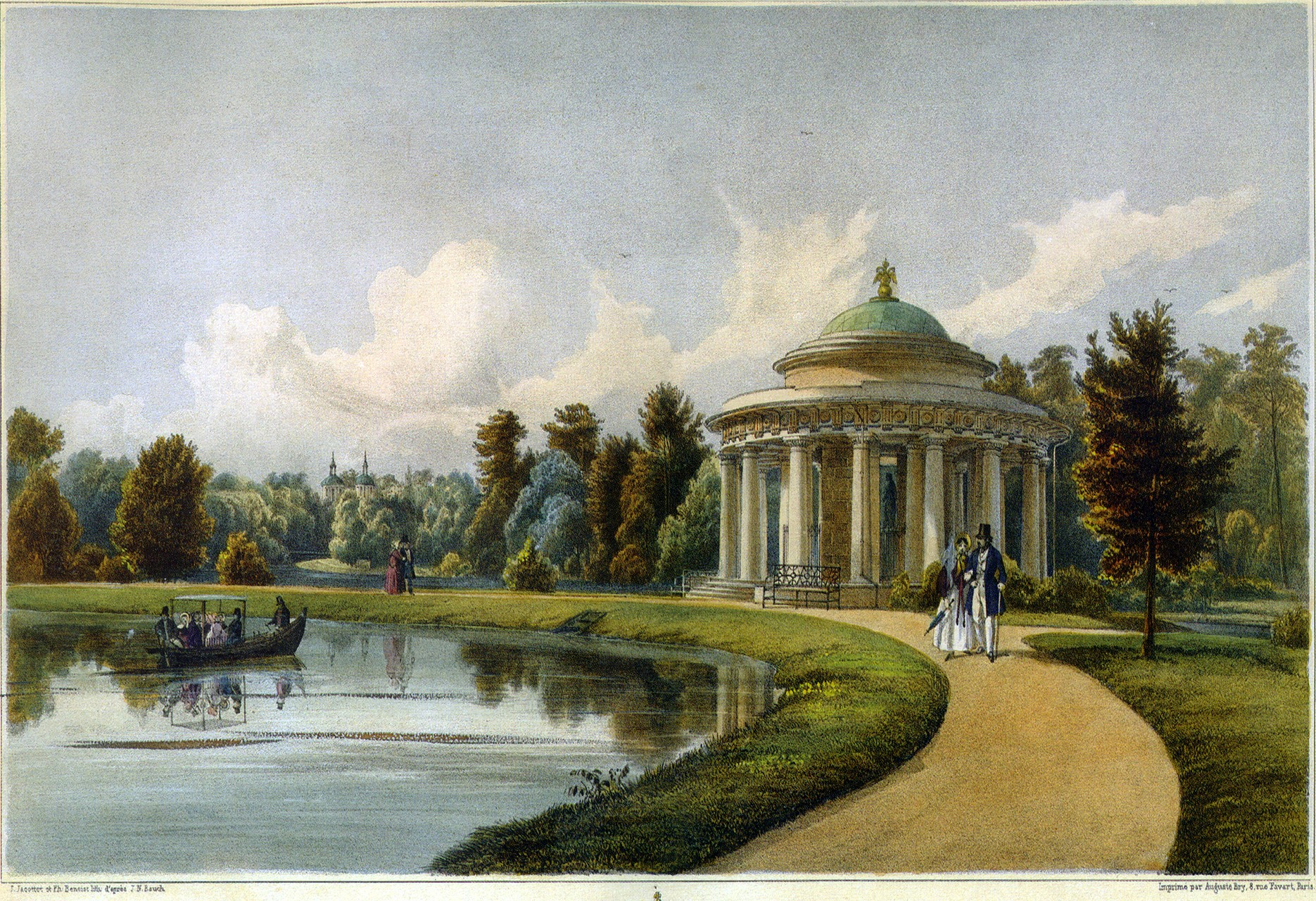
Вид монумента (памятник императрице Марии Федоровне, Беседка, Ротонда)
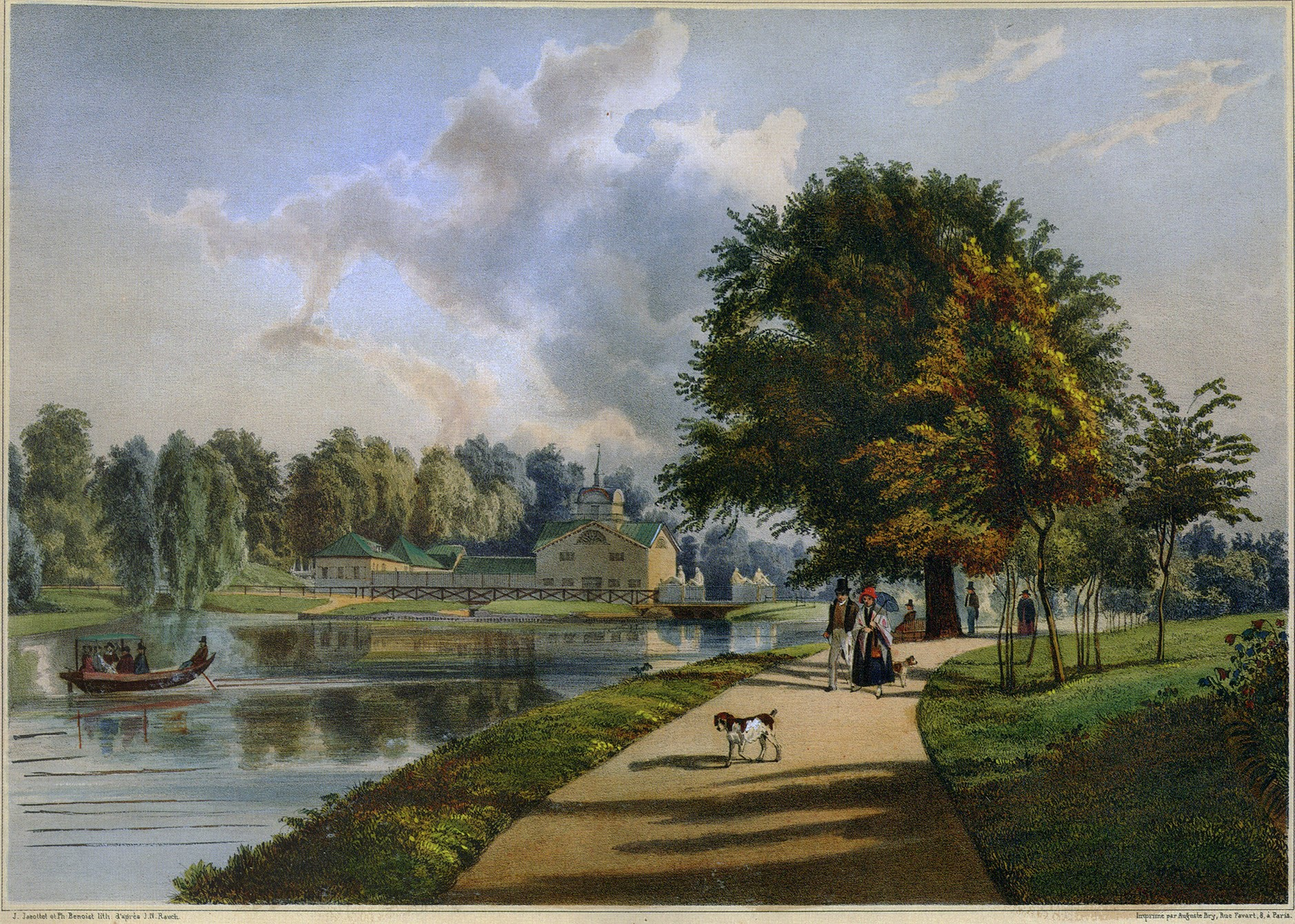
Вид Мельницы (Домик на плотине)
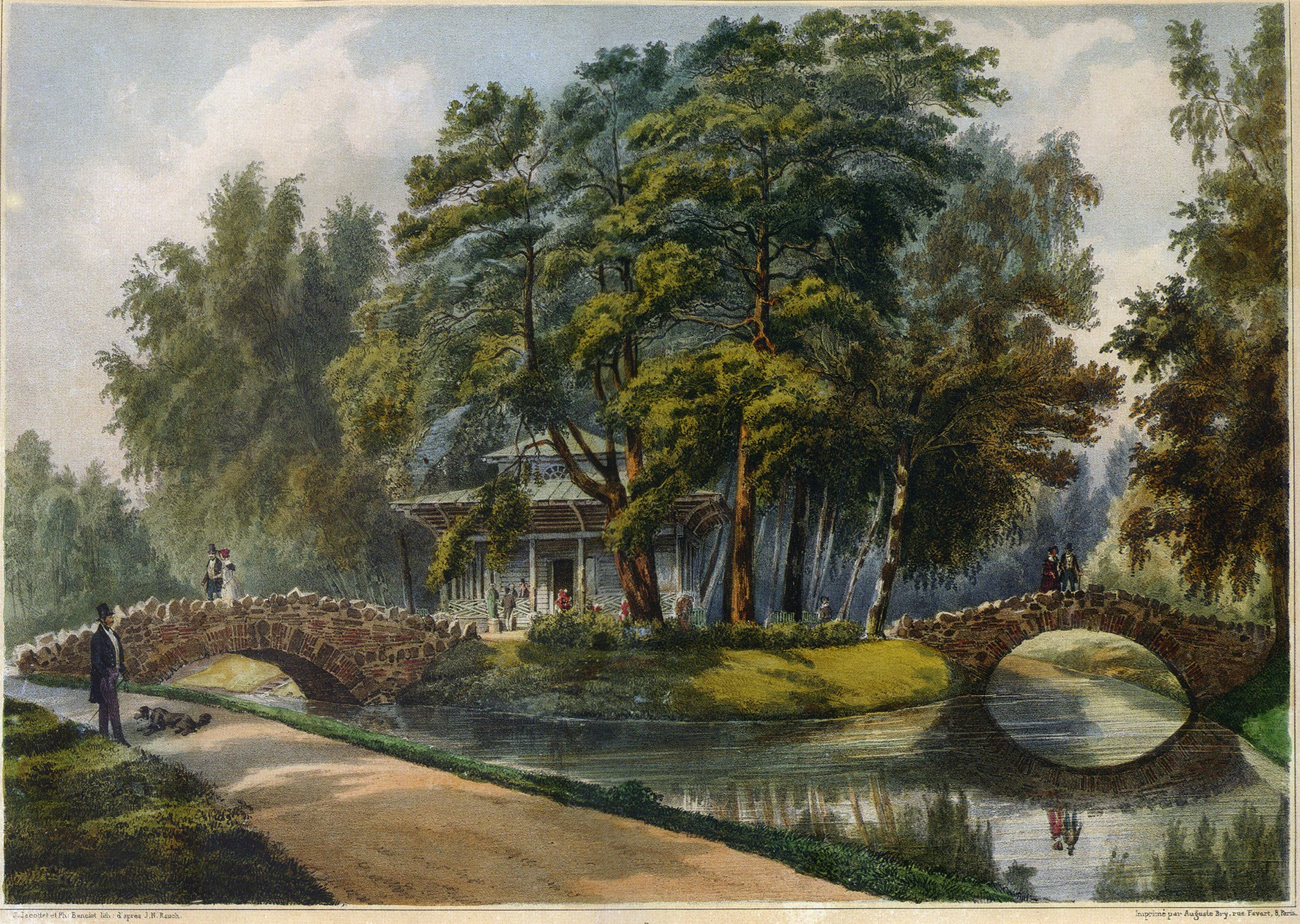
Вид беседки на острове.(Березовая (Китайская) беседка на Щучем (Китайском) пруду)
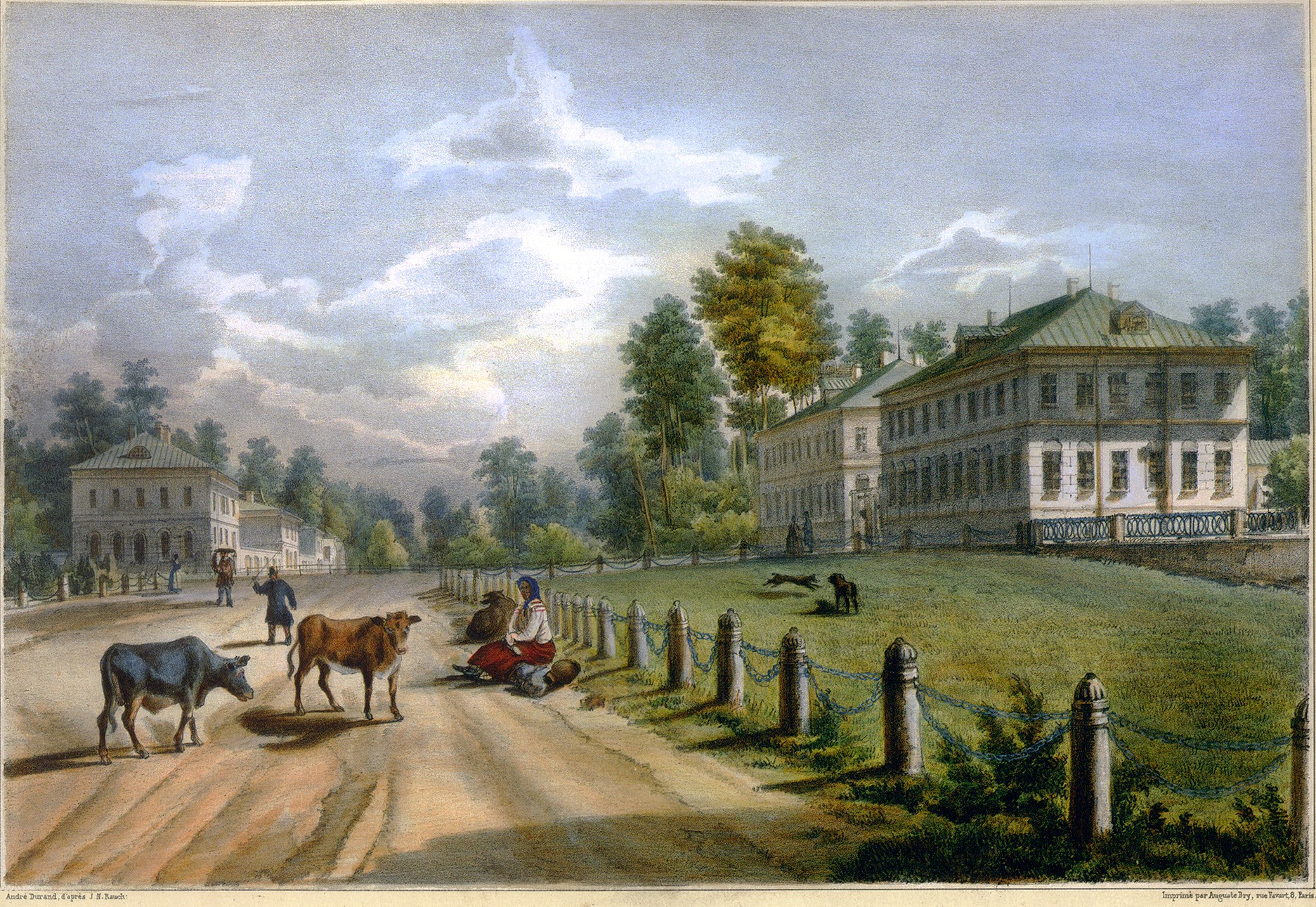
Вид флигелей (Слободка, вид от храма)
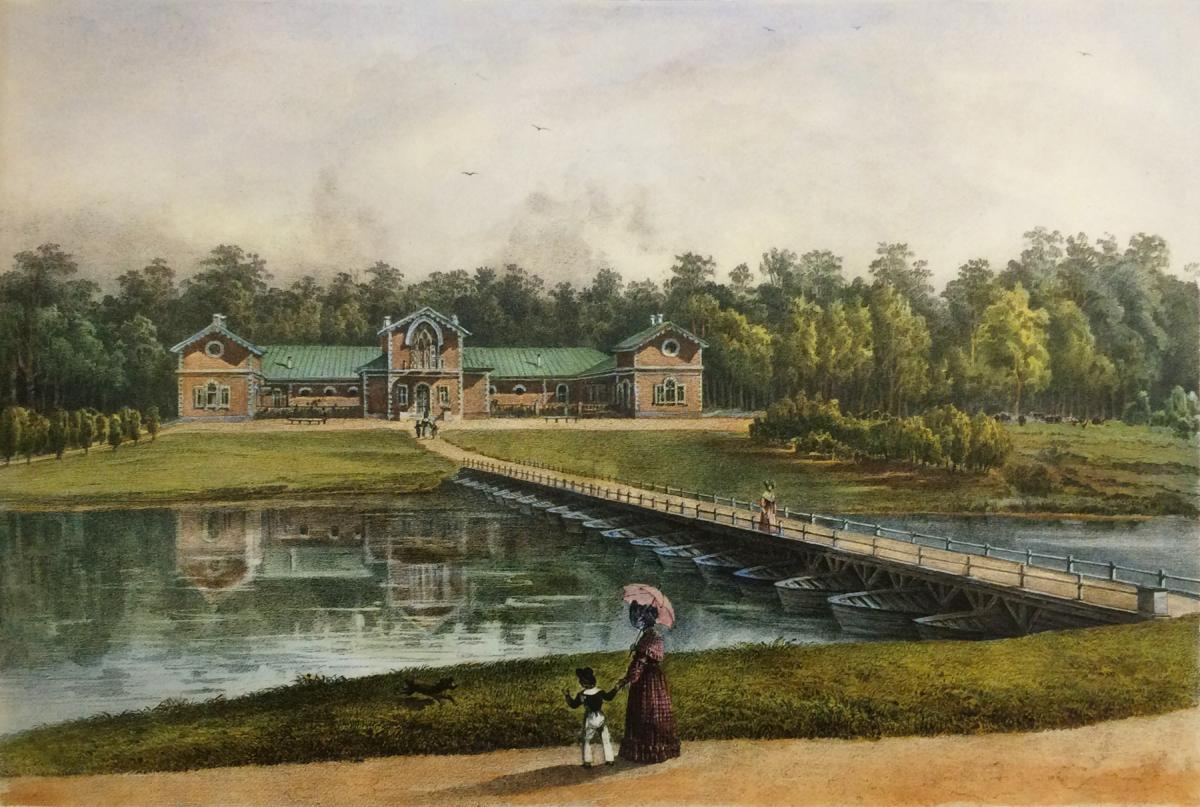
Вид Скотного двора (Скотный двор, больница и плашкоутный мост)

## улица Старые Кузьминки

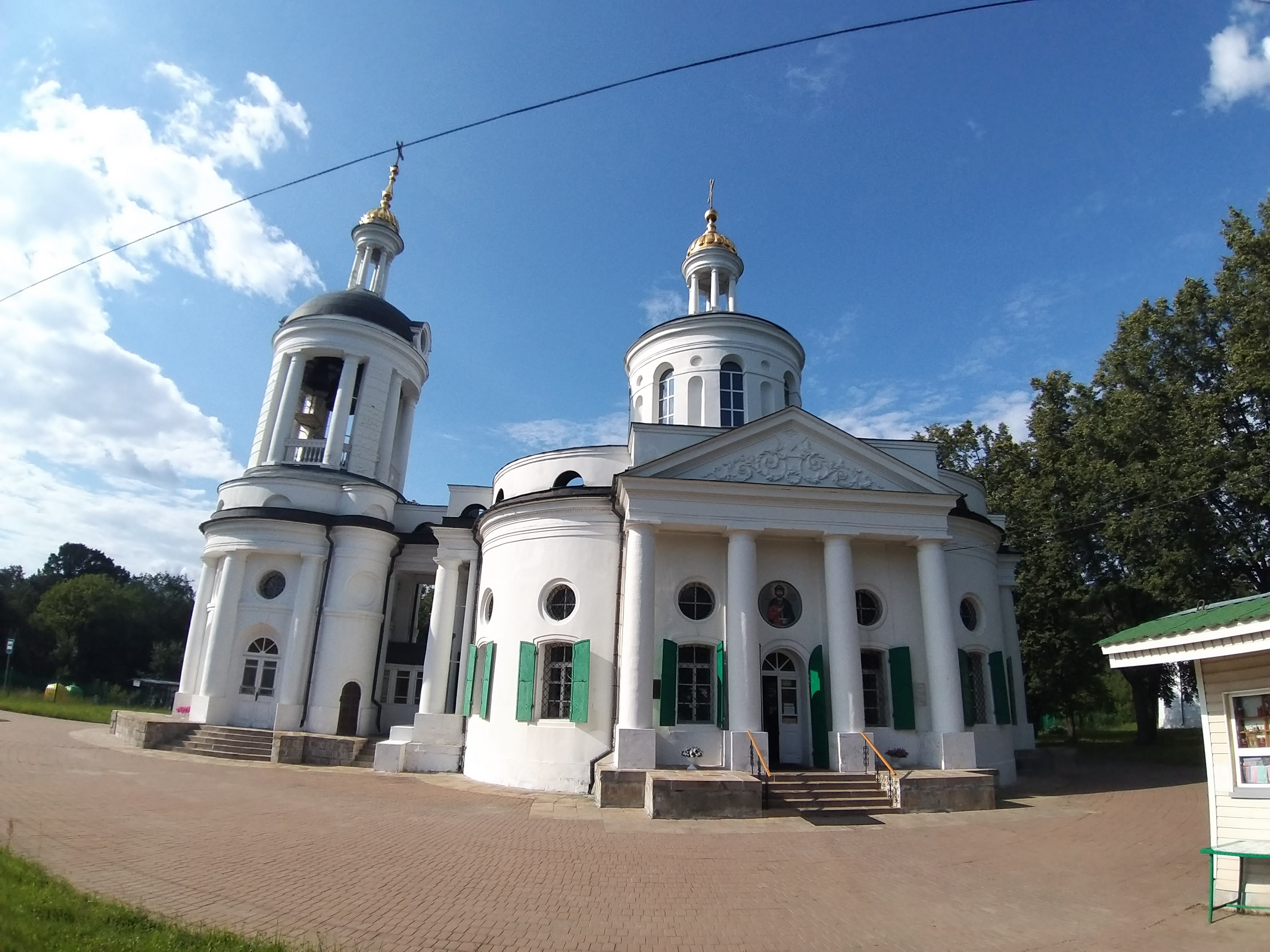
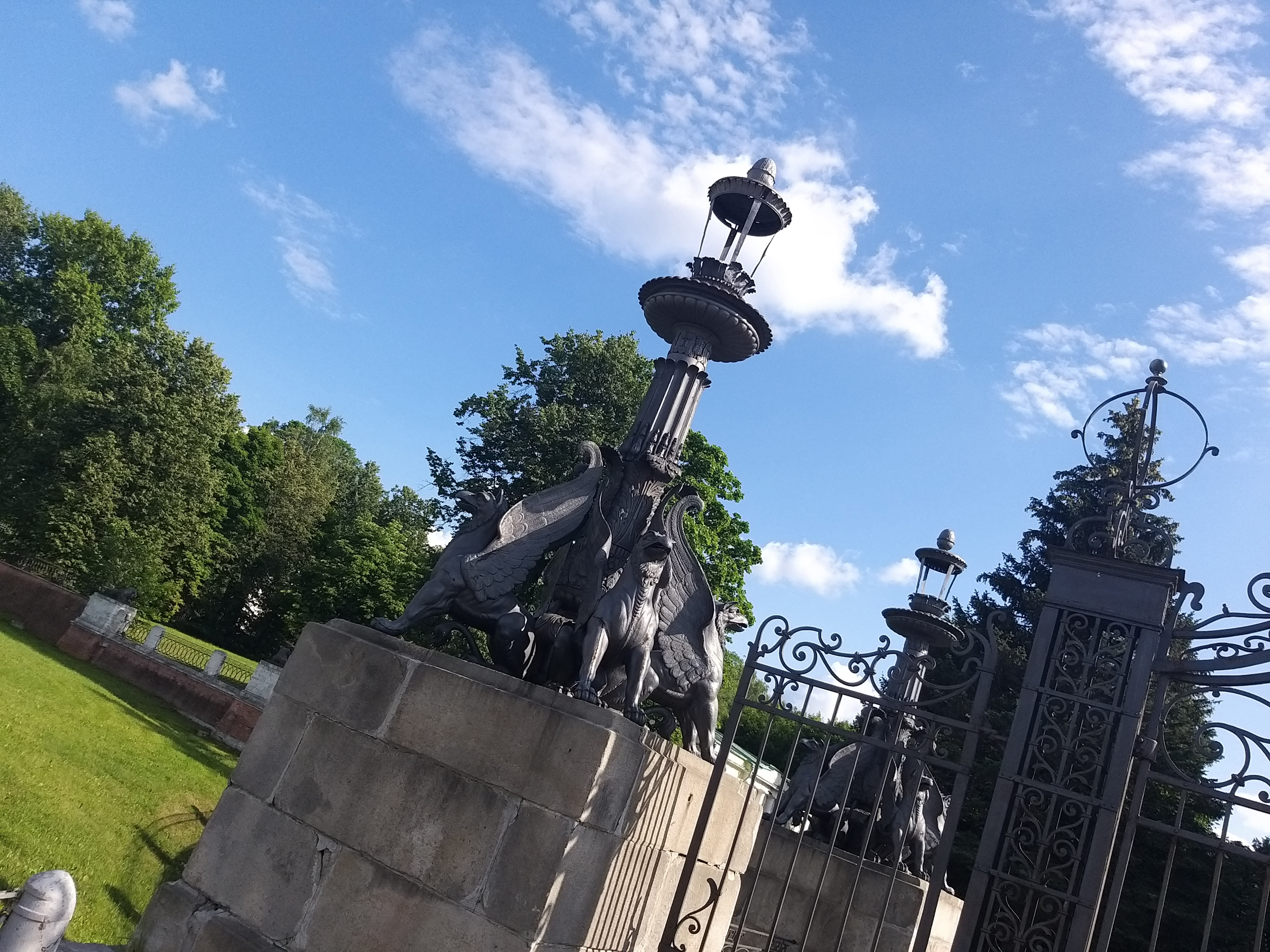
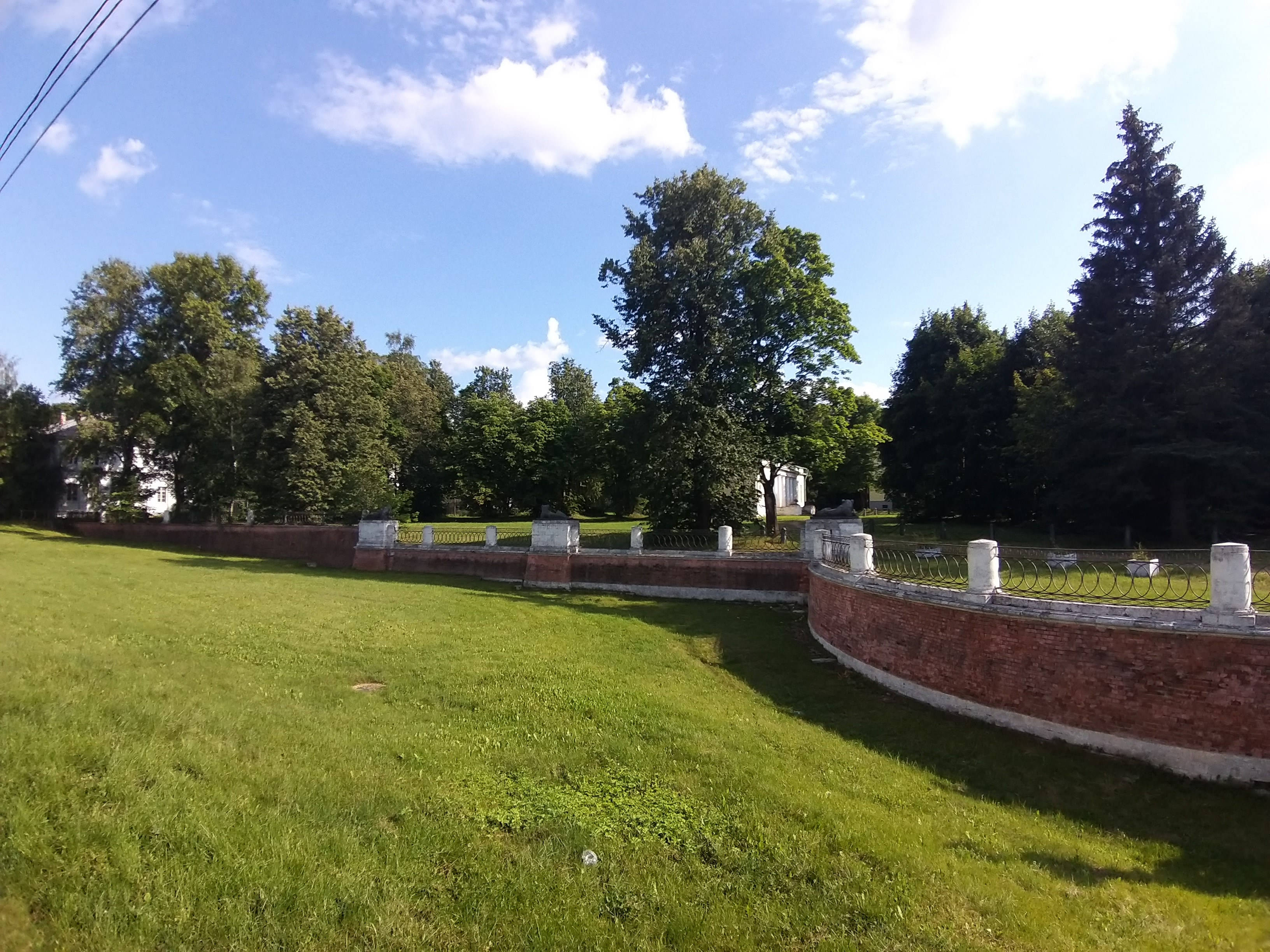
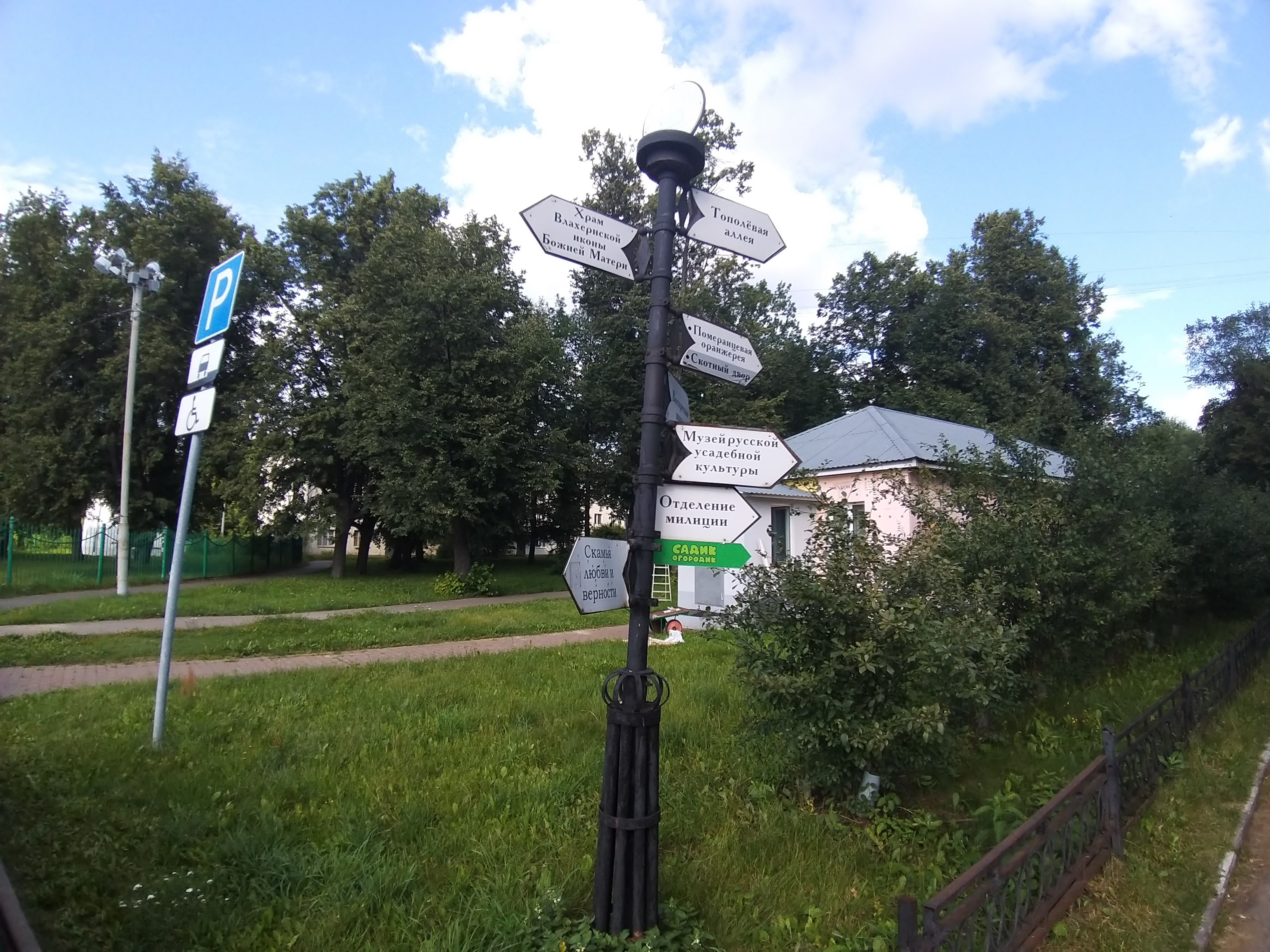
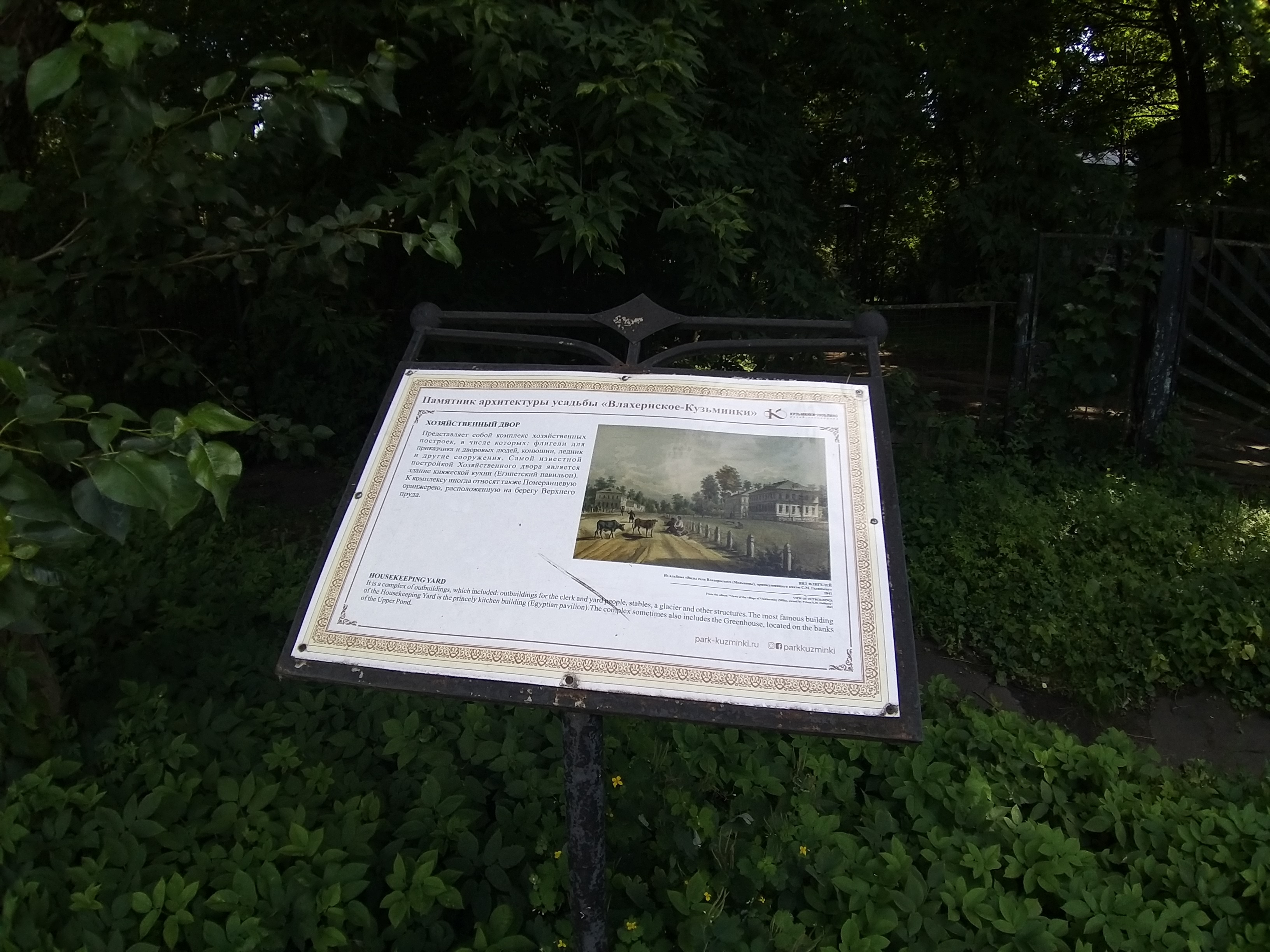
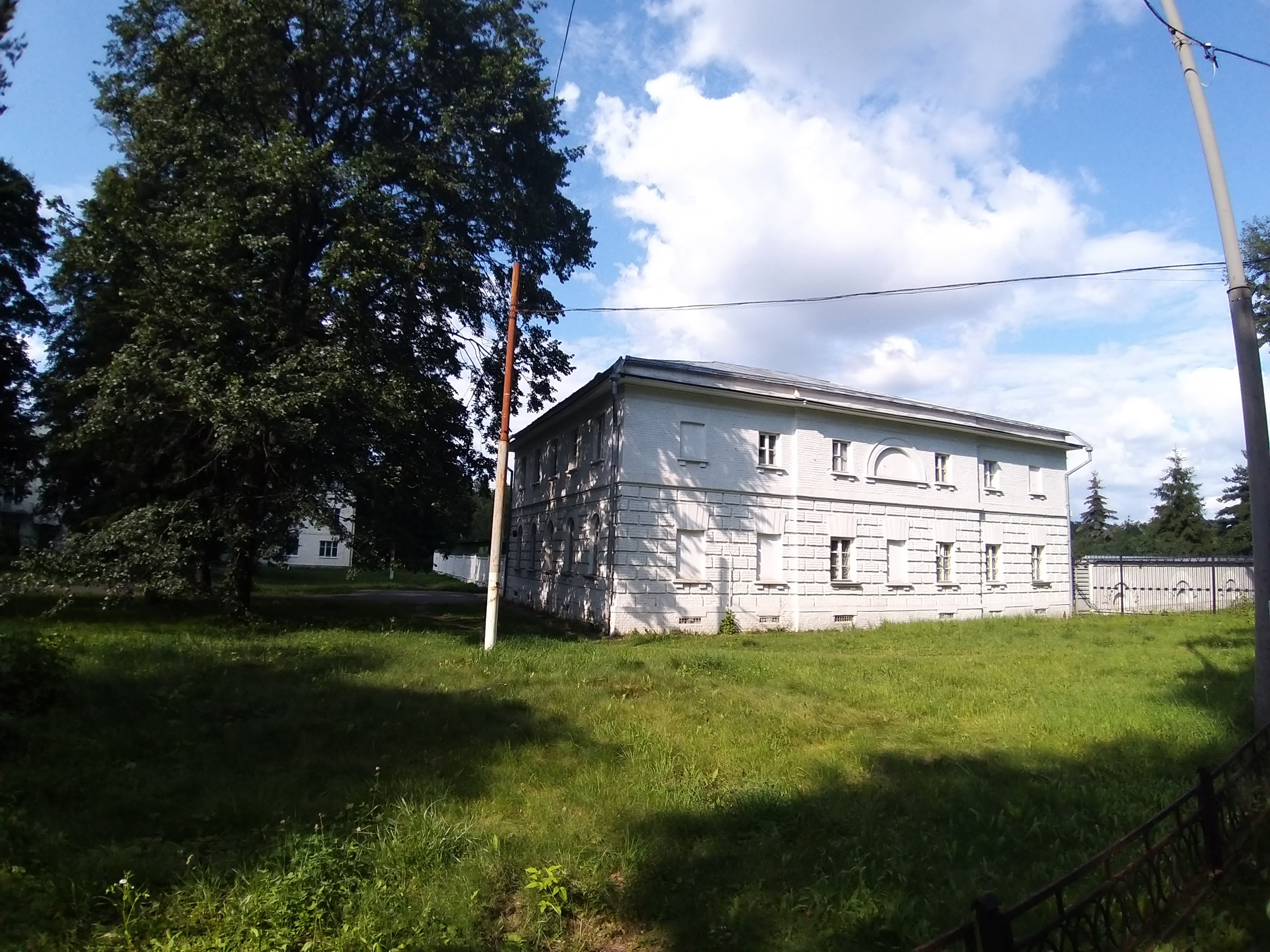
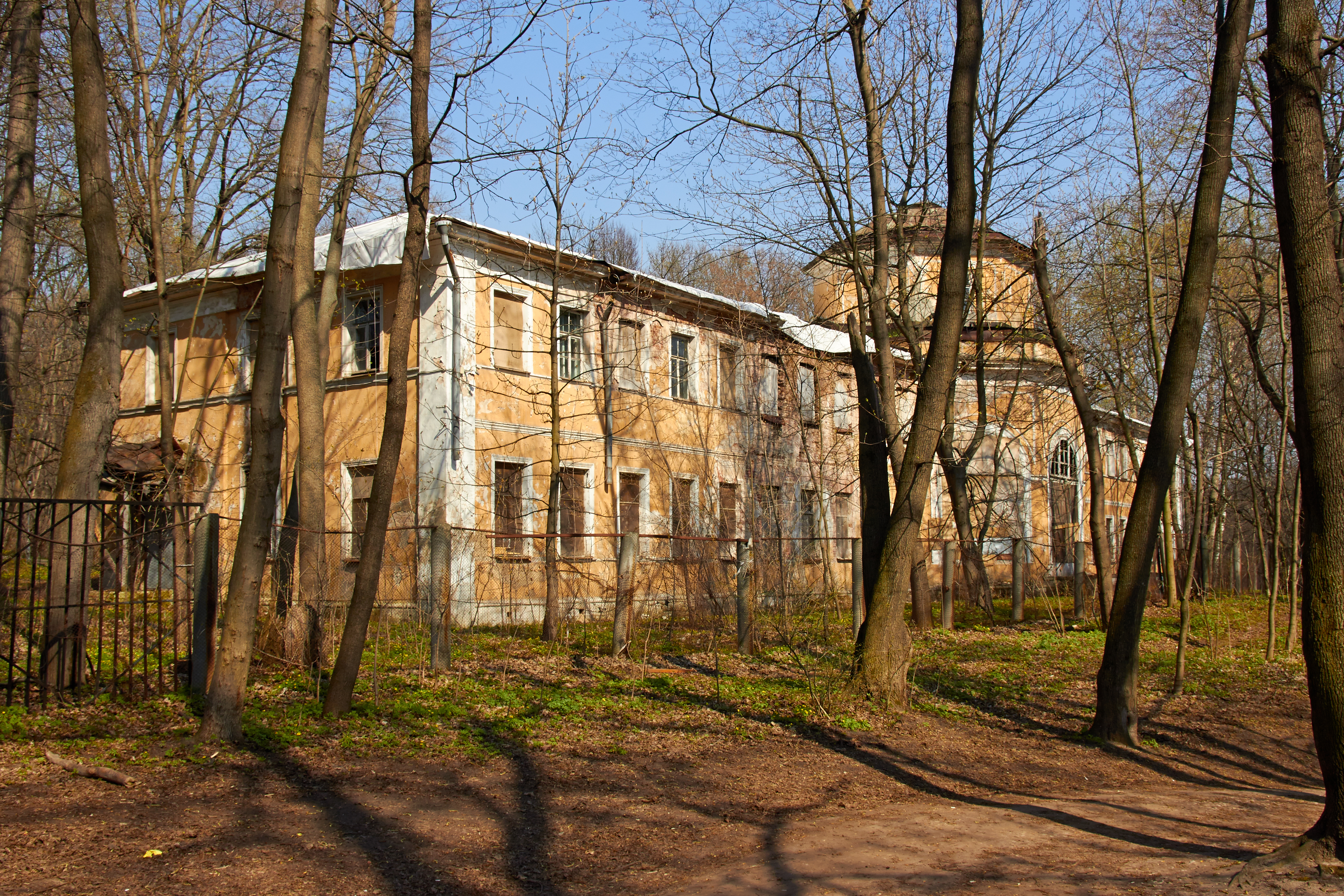
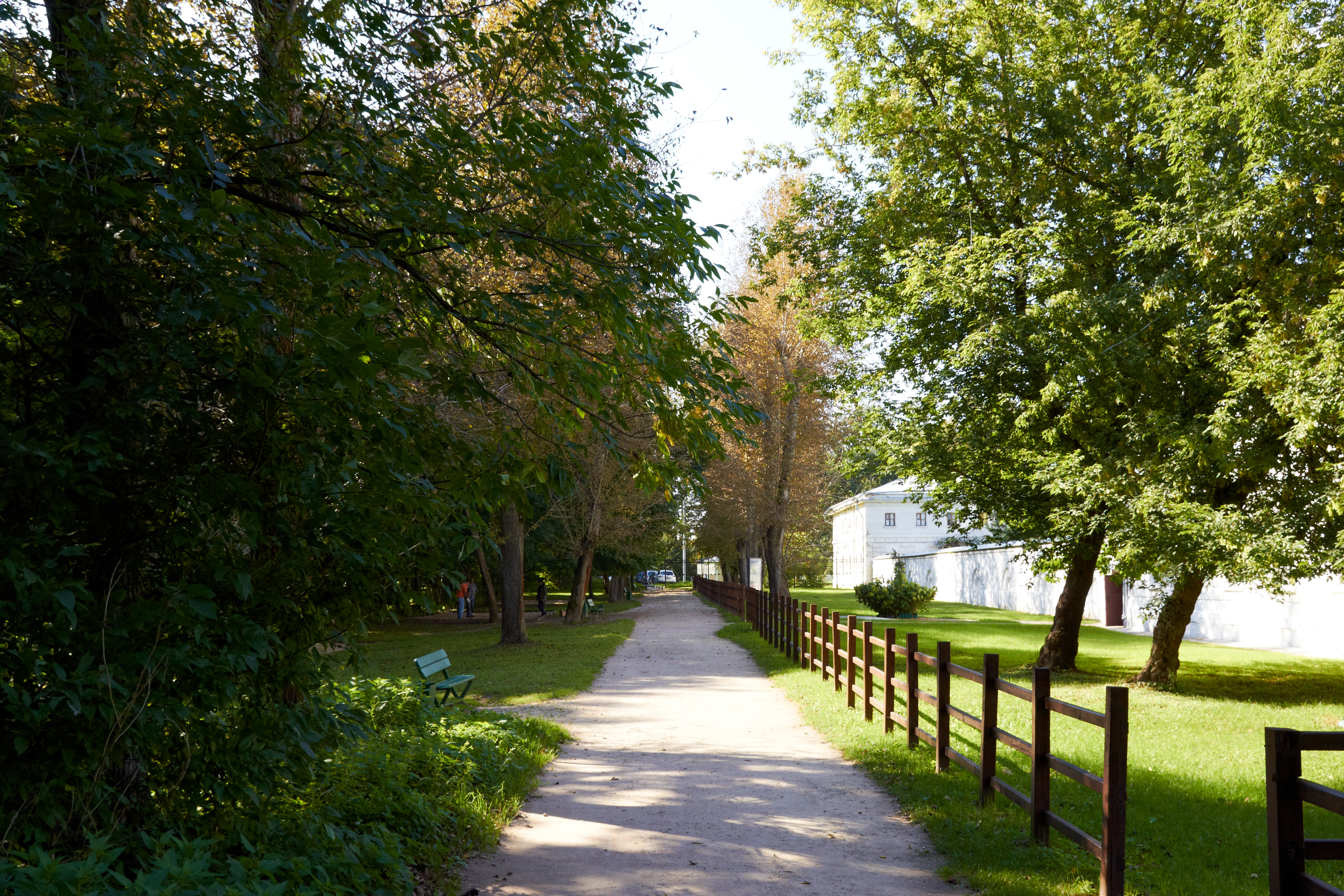

### Фотографии
- Фотографии парка и усадьбы Кузьминки Кузьминки — Фото Альбом: 310 фотографий и 113 цифровых картин Кузьминок
- Фотоальбом «Кузьминки — Фестиваль цветников»